# La Chaux-de-Fonds
La Chaux-de-Fonds (französisch [la ʃod(ə)fɔ̃], frankoprovenzalisch und umgangssprachlich [la tʃo] (= la tscho); französisch La Tchaux) ist eine Stadt im Schweizer Kanton Neuenburg. Sie gehört neben Biel/Bienne und Le Locle zu den bekanntesten Städten der Schweizer Uhrenproduktion. Es ist die grösste Stadt im Hochjura und die sechstgrösste Stadt in der französischsprachigen Westschweiz (Romandie). La Chaux-de-Fonds liegt auf rund 1000 m ü. M. (Bahnhof: 994 m) und ist damit eine der höchstgelegenen (Mittel-)Städte Europas. Mit dem nur sehr dünn besiedelten Umland hat sie sich einen ruralen Charakter erhalten, was ihr den Namen Ville à la campagne (Stadt auf dem Land) einbrachte.
Wegen der «vollkommenen Symbiose zwischen Urbanismus und Industrie» dieser Planstadt mit ihren zahlreichen Jugendstilbauten wurde La Chaux-de-Fonds 2009 gemeinsam mit der «Zwillingsstadt» Le Locle zum UNESCO-Welterbe erklärt. Die Stadt prägt laut der Schweizerischen UNESCO-Kommission «ein progressiver unternehmerischer Geist und das Streben nach sozialer Gerechtigkeit».

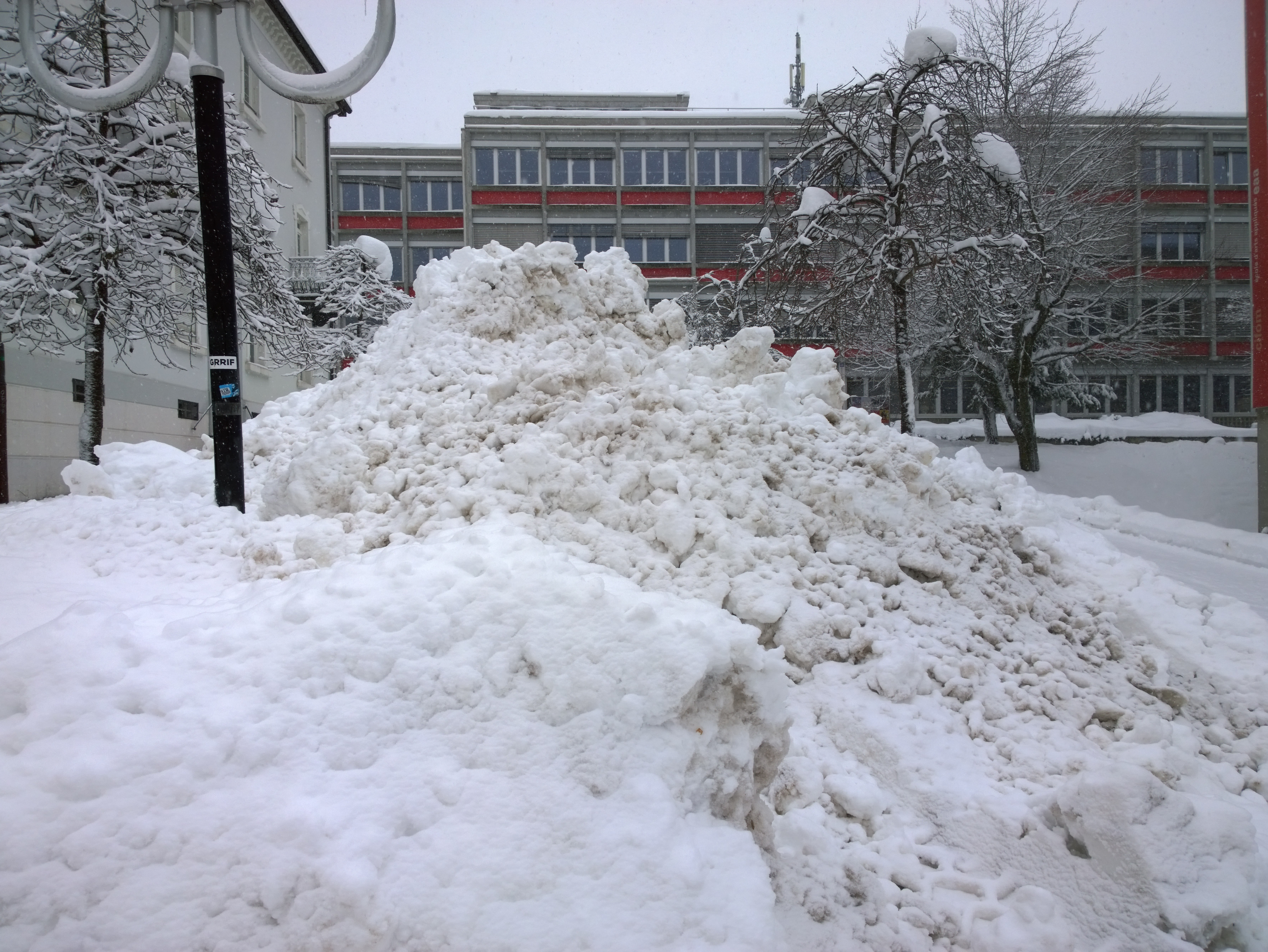
Der typische Schneeberg in La Chaux-de-Fonds entsteht durch Abraum von Schneepflügen, hier in der Rue de l’Avenir, dies erfordert breite Strassen im ganzen Stadtgebiet

## Geographie
La Chaux-de-Fonds liegt auf 992 m ü. M., rund 15 km nordnordwestlich der Kantonshauptstadt Neuenburg (Luftlinie), nahe der Grenze zum französischen Franche-Comté. Die Industriestadt erstreckt sich in einem breiten Hochtal ohne oberirdisches Fliessgewässer im Neuenburger Jura, zwischen den Höhen von Mont Sagne im Südosten und Pouillerel im Nordwesten.
Die Fläche des mit 55,7 km² grössten Gemeindegebiets des Kantons umfasst einen Abschnitt im Neuenburger Jura. Hauptsiedlungsgebiet bildet das durchschnittlich auf 1000 m ü. M. gelegene Hochtal von La Chaux-de-Fonds, eine Synklinale im Faltenjura, die gemäss der Streichrichtung des Juras in diesem Gebiet in Richtung Südwest-Nordost orientiert ist. Das Hochtal ist bis zu 1 km breit, etwa 7 km lang und senkt sich leicht gegen Nordosten. Die nordöstliche Fortsetzung des Hochtals stellt die Combe du Valanvron dar, ein tief in die Hochflächen eingeschnittenes Kerbtal. Durch dieses fliesst der Bach La Ronde, der im Cul des Prés versickert, weiter unten wieder zutage tritt und bei Biaufond in den Doubs mündet. Die nordöstliche Grenze von La Chaux-de-Fonds verläuft willkürlich mit dem Lineal gezogen im Bereich der Combe du Valanvron, während die südwestliche Abgrenzung etwa auf der topografischen Wasserscheide zwischen dem Hochtal von La Chaux-de-Fonds und dem Talkessel von Le Locle liegt.
Nordwestlich an dieses Hochtal schliesst der breite Höhenrücken des Pouillerel (1276 m ü. M.) an, dessen nordöstliche Fortsetzung die Sombaille (1186 m ü. M.) und die Plateaus von Les Bulles und Valanvron bilden. Dieser Höhenzug fällt steil zum mindestens 400 m tiefer gelegenen Talboden des Doubs ab. Entlang dem Fluss verläuft die nördliche Grenze des Gemeindeareals. Die steilen Talflanken (Côtes du Doubs) sind dicht bewaldet und teilweise mit Felsbändern durchzogen.
Nach Südosten erstreckt sich der Gemeindeboden auf die angrenzenden Höhen mit Mont Jacques (1138 m ü. M.), Mont Sagne (1215 m ü. M.), Cornu (1173 m ü. M.) und der Höhe von Cibourg (bis 1100 m ü. M.). Auf der zur Antiklinale des Tête de Ran gehörenden Roche aux Cros westlich des Passübergangs Vue des Alpes wird mit 1329 m ü. M. der höchste Punkt des Gemeindeareals erreicht. Auf den Jurahöhen gibt es ausgedehnte Weiden mit den charakteristischen, mächtigen Fichten, die entweder einzeln oder in Gruppen stehen. Östlich des Mont Sagne reicht das Gebiet bis in die Senke von Les Convers, dem obersten Teil des Vallon de Saint-Imier. Von der Gemeindefläche entfielen 1997 16 % auf Siedlungen, 28 % auf Wald und Gehölze sowie 55 % auf Landwirtschaft; etwas weniger als 1 % war unproduktives Land.

Luftbild von Werner Friedli (1950)

### Klima
Aufgrund seiner Höhenlage weist La Chaux-de-Fonds ein raues Klima auf. Die Jahresmitteltemperatur an der Messstation La Chaux-de-Fonds (auf 1018 m ü. M.) beträgt 7,0 °C, wobei im Januar mit –1,0 °C die kältesten und im Juli mit 15,6 °C die wärmsten Monatsmitteltemperaturen gemessen werden. Im Mittel sind hier 127 Frosttage, aber nur 26 Eistage zu erwarten, was im Vergleich zu anderen Orten ähnlicher Höhenlage relativ wenig ist. Der Grund dafür liegt darin, dass La Chaux-de-Fonds im Winter oft oberhalb der Inversionsschicht liegt und die Sonne den Talkessel erwärmen kann, so dass die Temperatur tagsüber trotz sehr kalter Nächte über den Gefrierpunkt ansteigt. Die Stadt weist im Mittel 1754 Sonnenstunden pro Jahr auf. Dies ist ein höherer Wert als an den meisten Mittellandstationen der Schweiz, weil La Chaux-de-Fonds im Winterhalbjahr nur selten unter einer Hochnebeldecke liegt.
Sommertage gibt es im Jahresmittel 16 bis 17, während statistisch ein Hitzetag pro Jahr zu erwarten ist. Die 1389 mm Niederschlag sind ziemlich regelmässig über das ganze Jahr verteilt, wobei im Sommerhalbjahr leicht höhere Mengen fallen als im Winter (konvektive Niederschläge). Alle Messwerte beziehen sich auf die Normalperiode 1991–2020.
Die Messstation des Bundesamtes für Meteorologie und Klimatologie (MeteoSchweiz) liegt auf einer Höhe von 1017 m ü. M.
|                        | Jan  | Feb  | Mär  | Apr  | Mai  | Jun  | Jul  | Aug  | Sep  | Okt  | Nov  | Dez  |   |       |
| Mittl. Temperatur (°C) | −1,0 | −0,7 | 2,6  | 6,1  | 10,2 | 13,8 | 15,6 | 15,4 | 11,5 | 8,0  | 3,1  | −0,1 | ⌀ | 7,1   |
| Mittl. Tagesmax. (°C)  | 3,0  | 3,6  | 7,1  | 11,0 | 15,0 | 18,9 | 20,8 | 20,7 | 16,6 | 12,8 | 7,2  | 3,8  | ⌀ | 11,8  |
| Mittl. Tagesmin. (°C)  | −5,4 | −5,4 | −2,1 | 1,1  | 4,9  | 8,5  | 10,2 | 9,9  | 6,7  | 3,4  | −1,1 | −4,1 | ⌀ | 2,3   |
|                        |      |      |      |      |      |      |      |      |      |      |      |      |   |       |
| Niederschlag (mm)      | 107  | 93   | 99   | 96   | 131  | 119  | 131  | 131  | 114  | 117  | 118  | 133  | Σ | 1389  |
|                        |      |      |      |      |      |      |      |      |      |      |      |      |   |       |
| Sonnenstunden (h/d)    | 3,1  | 3,8  | 4,6  | 5,3  | 5,5  | 6,4  | 6,9  | 6,6  | 5,3  | 4,3  | 3,1  | 2,6  | ⌀ | 4,8   |
|                        |      |      |      |      |      |      |      |      |      |      |      |      |   |       |
| Regentage (d)          | 12,3 | 11,5 | 11,4 | 11,7 | 14,4 | 12,8 | 12,5 | 11,6 | 10,4 | 12,3 | 11,9 | 13,6 | Σ | 146,4 |
|                        |      |      |      |      |      |      |      |      |      |      |      |      |   |       |
| Luftfeuchtigkeit (%)   | 82   | 79   | 75   | 73   | 75   | 75   | 74   | 76   | 80   | 81   | 82   | 83   | ⌀ | 77,9  |

| −5,4 |

| −5,4 |

| −2,1 |

| 1,1 |

| 4,9 |

| 8,5 |

| 10,2 |

| 9,9 |

| 6,7 |

| 3,4 |

| −1,1 |

| −4,1 |

| −5,4 |

| −5,4 |

| −2,1 |

| 1,1 |

| 4,9 |

| 8,5 |

| 10,2 |

| 9,9 |

| 6,7 |

| 3,4 |

| −1,1 |

| −4,1 |

### Stadtgliederung und Nachbargemeinden
Zu La Chaux-de-Fonds gehören die Ortsteile Les Eplatures (1013 m ü. M.) südwestlich an die Stadt anschliessend, Le Crêt-du-Locle (1016 m ü. M.) auf der Wasserscheide gegen Le Locle, die Hofsiedlung Les Joux Derrière (1042 m ü. M.) auf einem Vorsprung nördlich der Sombaille hoch über dem Doubstal sowie verschiedene kleine Siedlungen und zahlreiche, weit verstreut auf den Höhen und Plateaus liegende Einzelhöfe. Zudem gehört ein Teil der Siedlung La Cibourg mit dem gleichnamigen Bahnhof zu La Chaux-de-Fonds.
Die Nachbargemeinden von La Chaux-de-Fonds sind Les Planchettes, Le Locle, La Sagne und Val-de-Ruz im Kanton Neuenburg, Renan und La Ferrière im Kanton Bern, Les Bois im Kanton Jura sowie Fournet-Blancheroche, Bonnétage und Grand’Combe-des-Bois im angrenzenden Frankreich. Am Ufer des Lac de Biaufond findet sich ein Dreikantonseck zu den Kantonen Bern und Jura ().

### Stadtquartiere gemäss Bundesamt für Statistik
| Quartier                       | Nr. | BFS-Code | Einwohner Ende 2015 | Quartiere von La Chaux-de-Fonds |
| Ville Ancienne                 | 1   | 6421001  | 2453                | Quartiere von La Chaux-de-Fonds |
| Centre                         | 2   | 6421002  | 2984                | Quartiere von La Chaux-de-Fonds |
| Abeilles-Numa Droz             | 3   | 6421003  | 5343                | Quartiere von La Chaux-de-Fonds |
| Succès                         | 4   | 6421004  | 2232                | Quartiere von La Chaux-de-Fonds |
| Forges-Endroits                | 5   | 6421005  | 4522                | Quartiere von La Chaux-de-Fonds |
| Pouillerel-Postiers-Chevreuils | 6   | 6421006  | 1735                | Quartiere von La Chaux-de-Fonds |
| Beauregard                     | 7   | 6421007  | 1408                | Quartiere von La Chaux-de-Fonds |
| Bel-Air                        | 8   | 6421008  | 1390                | Quartiere von La Chaux-de-Fonds |
| Charrière                      | 9   | 6421009  | 2437                | Quartiere von La Chaux-de-Fonds |
| Croix-Fédérale                 | 10  | 6421010  | 3915                | Quartiere von La Chaux-de-Fonds |
| Olives – Crosettes             | 11  | 6421011  | 1540                | Quartiere von La Chaux-de-Fonds |
| Crêtets                        | 12  | 6421012  | 2716                | Quartiere von La Chaux-de-Fonds |
| Ruche                          | 13  | 6421013  | 4096                | Quartiere von La Chaux-de-Fonds |
| Eplatures-Crêt du Locle        | 14  | 6421014  | 559                 | Quartiere von La Chaux-de-Fonds |
| Secteur forain ouest           | 15  | 6421015  | 303                 | Quartiere von La Chaux-de-Fonds |
| Secteur forain nord            | 16  | 6421016  | 329                 | Quartiere von La Chaux-de-Fonds |
| Secteur forain est             | 17  | 6421017  | 311                 | Quartiere von La Chaux-de-Fonds |
| Secteur forain sud             | 18  | 6421018  | 220                 | Quartiere von La Chaux-de-Fonds |

## Bevölkerung
| Bevölkerungsentwicklung | Bevölkerungsentwicklung |
| Jahr                    | Einwohner               |
| ----------------------- | ----------------------- |
| 1750                    | 2'363                   |
| 1800                    | 4'927                   |
| 1850                    | 12'638                  |
| 1880                    | 23'818                  |
| 1900                    | 35'968                  |
| 1910                    | 37'751                  |
| 1930                    | 35'252                  |
| 1950                    | 33'300                  |
| 1960                    | 38'906                  |
| 1970                    | 42'347                  |
| 1980                    | 37'234                  |
| 1990                    | 36'894                  |
| 2000                    | 37'016                  |
| 2010                    | 37'524                  |

Mit 37'233 Einwohnern (Stand 31. Dezember 2023) war La Chaux-de-Fonds die grösste Stadt des Kantons Neuenburg, bis der Kantonshauptort Neuenburg durch Eingemeindungen am 1. Januar 2021 an ihm vorbeizog und es auf den zweiten Platz verwies. Die Einwohner der Stadt werden Les Chaux-de-Fonniers genannt. Von den Bewohnern sind 85,5 % französischsprachig, 3,6 % italienischsprachig und 3,2 % sprechen Portugiesisch (Stand 2000). Während 1880 noch 31 % der Bevölkerung deutschsprachig war (überwiegend zugewanderte Arbeiter aus dem Kanton Bern), beträgt der Anteil der Deutschsprechenden heute nur noch 2,4 %.
72 % der Bevölkerung sind Mitglied einer christlichen Kirche: Die Katholiken bilden mit 43,4 % die grösste christliche Konfessionsgruppe, gefolgt von den Reformierten (27,1 %) und den Mitgliedern von anderen christlichen Kirchen (1,2 %). 7,8 % der Bevölkerung bekennen sich zum Islam, 3,2 % zu anderen Religionen und 0,3 % zum Judentum. 15,1 % sind konfessionslos (Stand 2014).
Die Entwicklung der Bevölkerungszahl reflektiert die wirtschaftliche Situation im Hochtal des Juras. Einen ersten Höhepunkt gab es um 1910. In den folgenden drei Jahrzehnten wurde bedingt durch die beiden Weltkriege ein deutlicher Rückgang verzeichnet, dem in den 1950er und 1960er Jahren wieder ein markanter Aufschwung folgte. Der Höchststand wurde 1967 erreicht, als La Chaux-de-Fonds rund 43'000 Einwohner zählte. Die Wirtschaftskrise führte zu einer massiven Abwanderungswelle, die einen Rückgang der Bevölkerungszahl um 13 % mit sich brachte. Anders als in Le Locle gab es in La Chaux-de-Fonds seit 1980 nur noch geringe Schwankungen.

## Geschichte
Ausser einigen wenigen Überresten, die aus dem Paläolithikum stammen und in Höhlen im Tal des Doubs entdeckt wurden, gibt es bis zum Mittelalter keine Beweise für die Anwesenheit von Menschen im Hochtal von La Chaux-de-Fonds.

### Mittelalter und frühe Neuzeit
Erstmals urkundlich erwähnt wurde der Ort im Jahr 1350 als la Chaz de Fonz. Sie war eine Sömmerungsweide der Bauern aus dem tiefer gelegenen Val de Ruz. Frühe Schreibvarianten sind la Chaul de Fons (1342), la Chaul de Font (1358) und la Chault de Font (1378). Das erste Namensglied geht auf keltisch *calm‚ für unbewohntes, trockenes Land zurück. Das zweite Namensglied ist schwierig zu deuten, vielleicht besteht ein Bezug zu Fontaines im Val de Ruz. Wenn diese Erklärung zutrifft, bedeutet La Chaux-de-Fonds «Sömmerungsweide von Fontaines». Der Artikel im Ortsnamen ist ein Hinweis, dass der Ort erst nach dem 12. Jahrhundert besiedelt worden ist.
Die Urbarmachung des Hochtals erfolgte in zwei Phasen: Im 14. Jahrhundert liessen sich Bauern aus dem Val de Ruz nieder, während die Siedler des 15. und 16. Jahrhunderts eher aus dem Vallée des Ponts und Le Locle kamen. 1528 entstand auf dem Hügel die erste Kapelle. Mit der Reformation 1536 wurde sie zum Temple. Das Gebiet gehörte bis 1592 zur Herrschaft Valangin. Wegen der Wasserknappheit – im Unterschied zu Le Locle ist kein oberirdisches Fliessgewässer vorhanden, mit dem Mühlen oder Sägereien betrieben werden konnten – durchlief La Chaux-de-Fonds eine sehr langsame Entwicklung. Noch im 16. Jahrhundert bestand La Chaux-de-Fonds nur aus ein paar Häusern sowie verschiedenen Einzelhöfen. Die niedere Gerichtsbarkeit hatte Le Locle inne, die hohe Gerichtsbarkeit lag bei den Herren von Valangin. Zusammen mit der Herrschaft Valangin kam La Chaux-de-Fonds 1592 unter die Oberhoheit der Grafschaft Neuenburg.

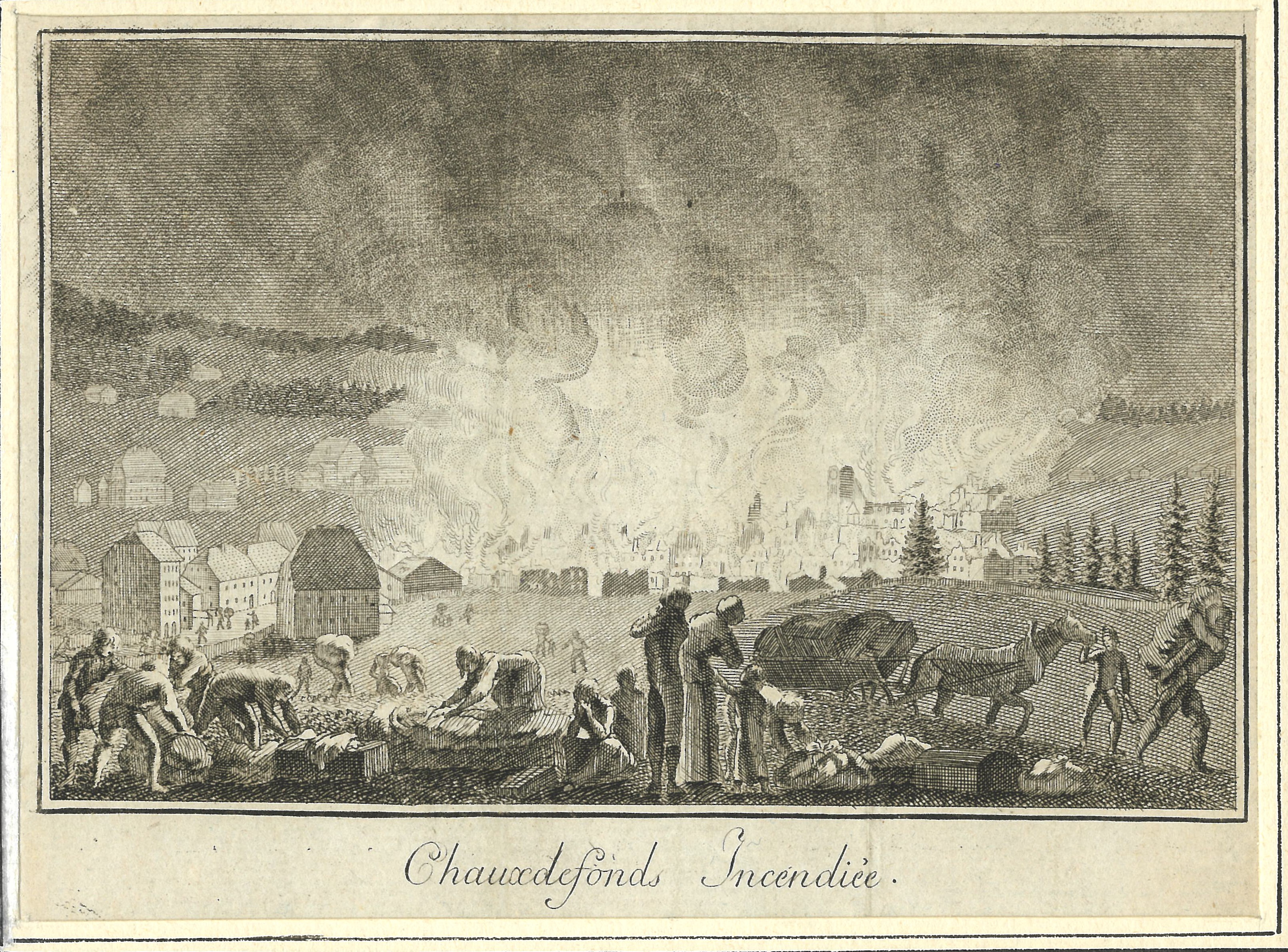
Abram-Louis Girardet: Brand von La Chaux-de-Fonds, 1794

Tanz um den Freiheitsbaum, 1792

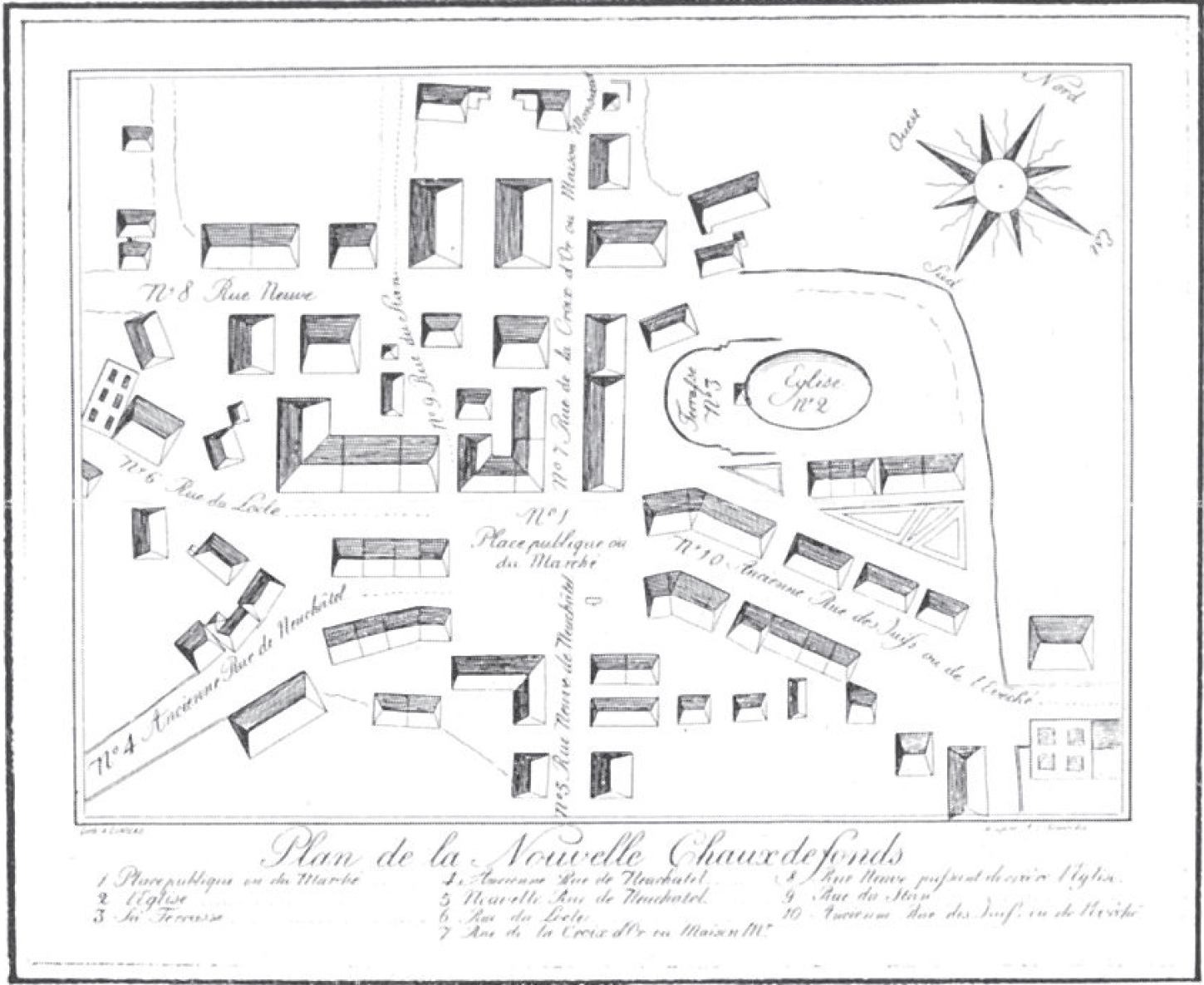
Plan de la Nouvelle Chauxdefonds nach Moïse Perret-Gentil, 1800

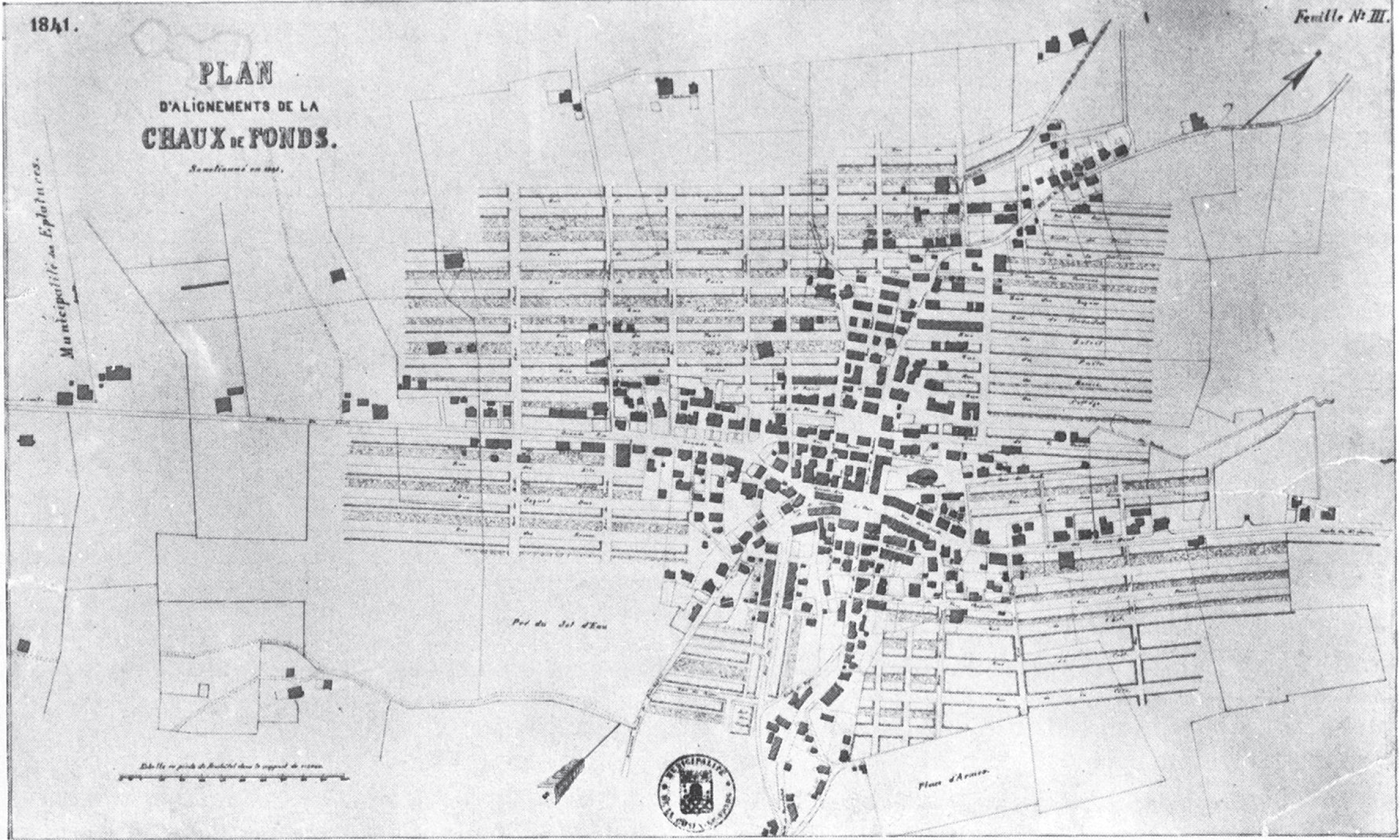
Plan d’Alignements de La Chaux de Fonds nach Charles-Henri Junod, 1841

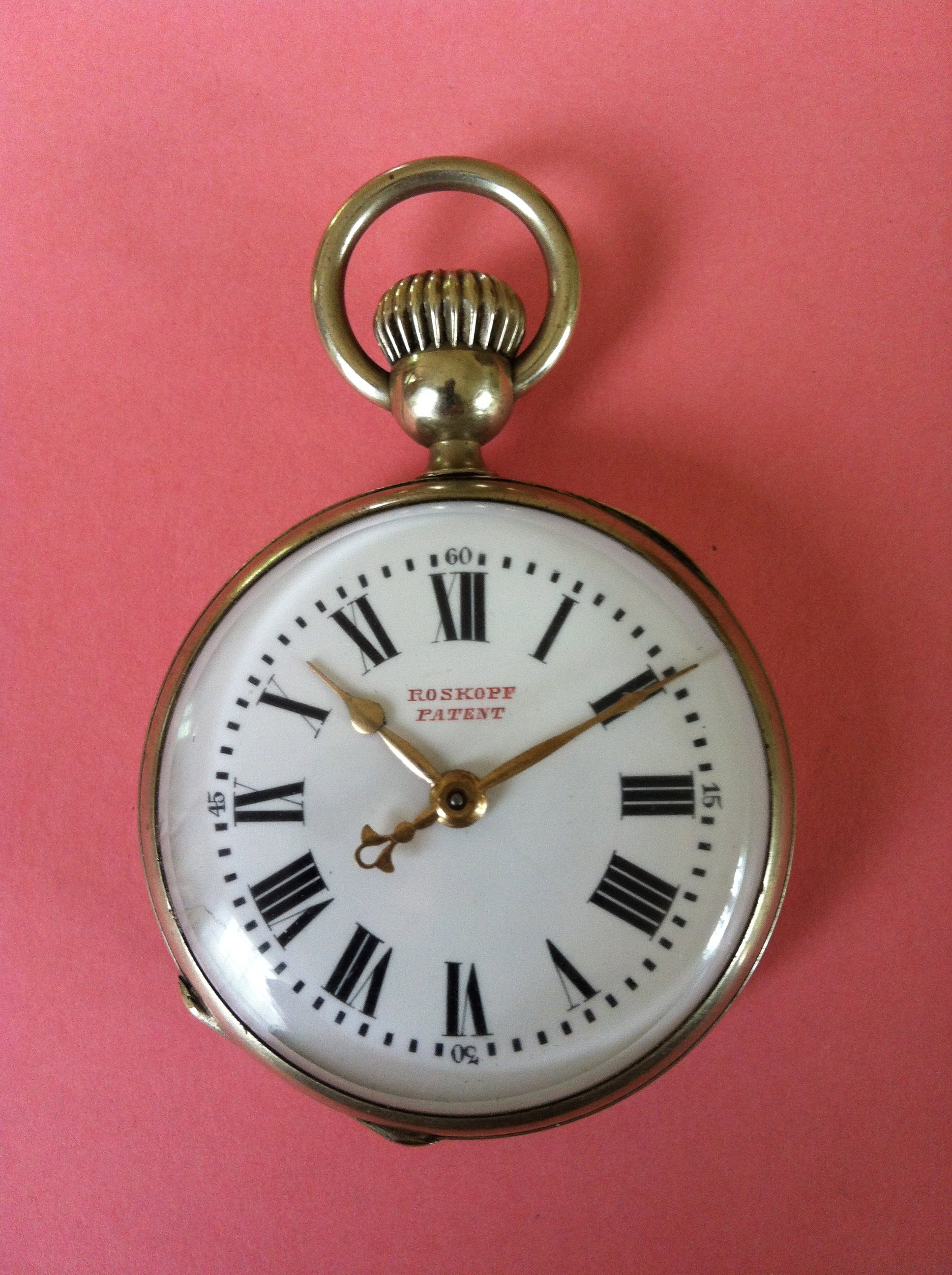
Roskopf Patent, eine «Billiguhr» für die Werktätigen weltweit, 1867

Eine erste Wachstumsphase setzte in der Zeit des Dreissigjährigen Krieges ein, weil der Ort relativ günstig an den Handelswegen von Neuenburg in die spanische Franche-Comté und nach Basel lag. Mit einer vom Fürsten von Neuenburg unterzeichneten Urkunde wurde La Chaux-de-Fonds am 2. Dezember 1656 zur Gemeinde mit eigenem Niedergerichtsbezirk (Mairie) erhoben, was den Ort ermächtigte, drei Jahrmärkte und einen Wochenmarkt abzuhalten. Der Zustrom von aus Frankreich vertriebenen Hugenotten brachte ein starkes Bevölkerungswachstum und neue wirtschaftliche Impulse mit sich.

### Ab dem 18. Jahrhundert
Der Aufschwung begann im 18. Jahrhundert mit der Einführung der Spitzenklöppelei in Heimarbeit. La Chaux-de-Fonds wurde auch zum Zentrum der ab 1679 im nahen La Sagne und in der «Muttergemeinde» Le Locle begründeten Uhrenindustrie. Da es in der Gegend keinen Zunftzwang gab, zogen Fachleute aus Genf (Versoix) zu. Die Uhrenteile wurden arbeitsteilig von Bauernuhrmachern im Verlagssystem gefertigt, meist im Winterhalbjahr. Der Établisseur fungierte als Arbeitsvermittler der Heimarbeit, bezahlt wurde zwei Mal im Jahr, am Martinstag und am Georgstag. Mit den neuen technischen Möglichkeiten entwickelte sich La Chaux-de-Fonds Ende des 18. Jahrhunderts zunehmend zum Fabrikationsstandort mit zahlreichen Manufakturen.

Soziale Spannungen wegen der unterschiedlichen Rechtsstellung der Bewohner – es gab Bürger, freie Bauern und Hintersassen  – waren ein Grund, dass die Französische Revolution mit der Carmagnole gefeiert wurde. Viele Uhrmacher zogen 1793 ins französische Besançon. Nachdem in der Nacht vom 4. zum 5. Mai 1794 eine Feuersbrunst 172 Familien obdachlos werden liess, wurde unter Henri Junod 1834 ein rechtwinkliger Grundriss üblich. Junod folgte nach Ansicht einiger Autoren der Sonnenbaulehre von Christoph Faust. Gemüsegärten entstanden. Am 10. Januar 1835 wurden die Vorgaben genehmigt.

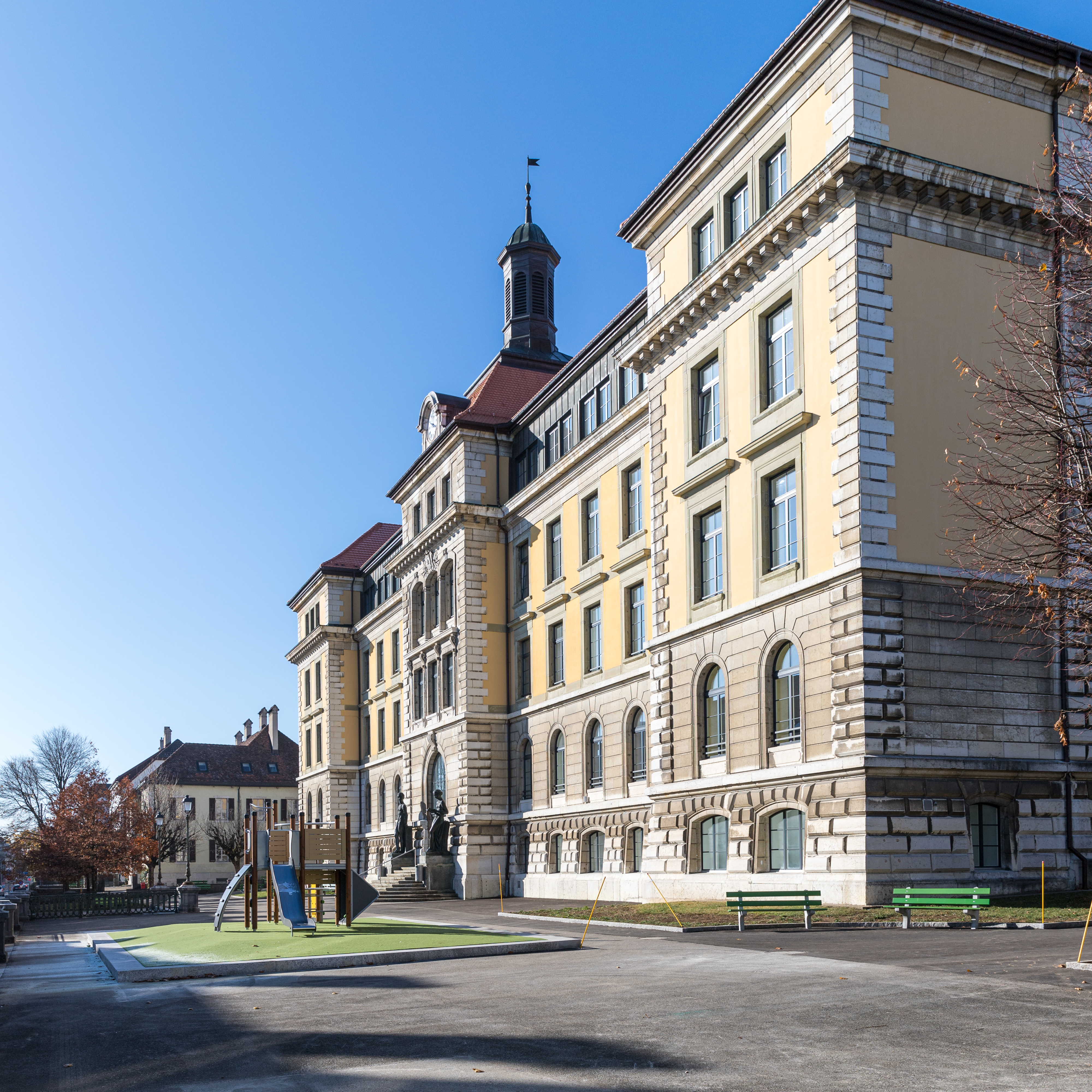
Die Stadtbibliothek von 1838 ist seit 1888 im Collège industriel, das sie mit dem Collège Numa-Droz teilt. Sie hat mit dem CDELI das zweitgrösste Esperanto-Archiv der Welt nach dem Esperantomuseum in Wien.

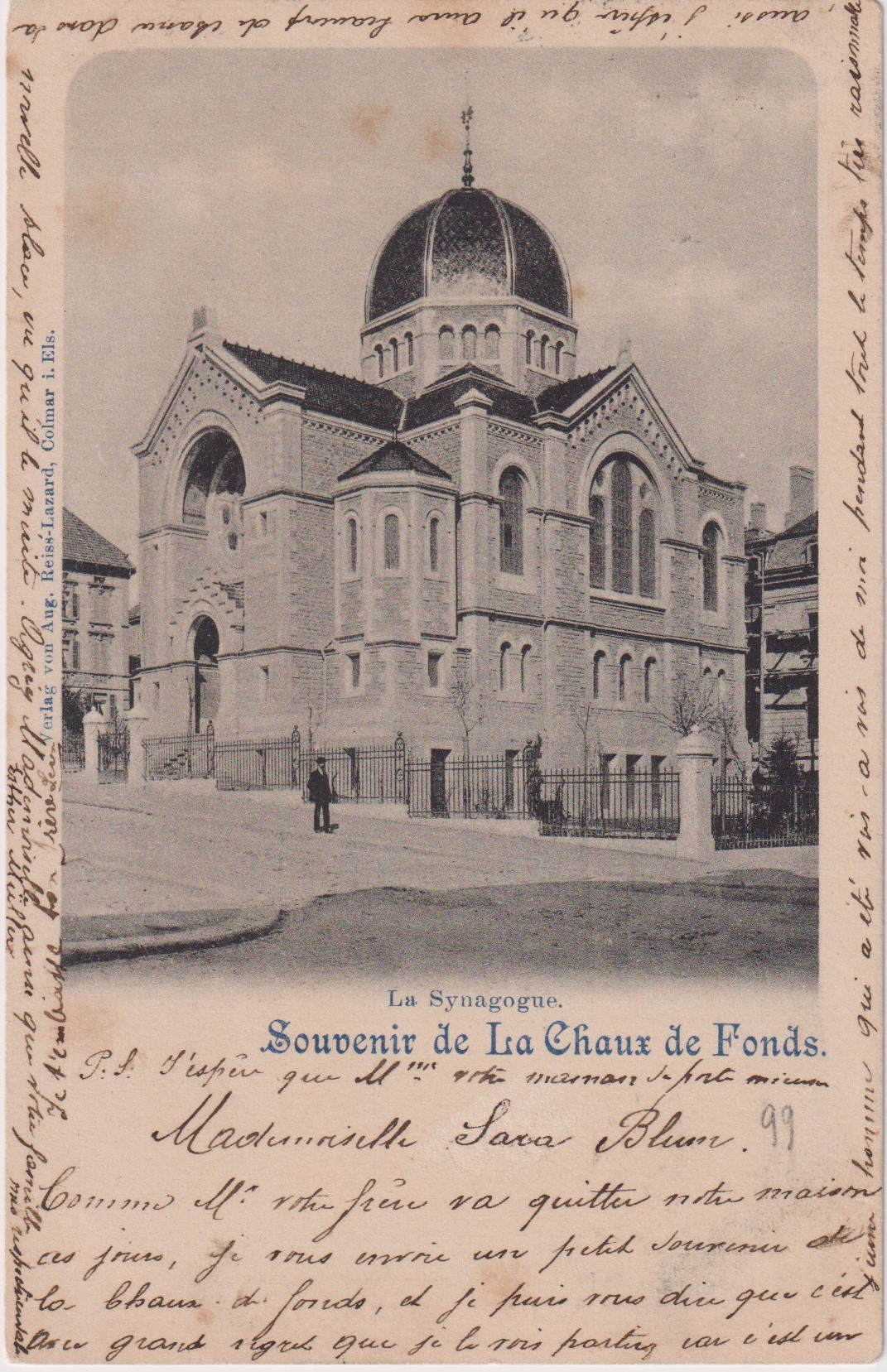
Postkarte mit der Synagoge von La Chaux-de-Fonds, 1899, Jüdisches Museum der Schweiz, Basel

Eugène Cattin (1866–1947): Familie Bolliger in La Chaux-de-Fonds, ohne Jahr, Archives cantonales jurassiennes

Die Stadt lag im Fürstentum Neuenburg, das ab 1707 durch Personalunion mit Preussen verbunden war. 1806 wurde sie an Napoleon I. abgetreten und kam 1815 am Wiener Kongress an die Eidgenossenschaft. Friedrich Wilhelm III. blieb, mit Hilfe seiner Sagnards, und trotz der anti-preussischen Aufstände von 1831, angeführt vom dem Todesurteil nach New Orleans entkommenen Alphonse Bourquin, der Fürst von Neuenburg. Der «Wolf von Pouillerel» suchte in der Nacht zum 10. Januar 1845 in der Rue de la Promenade nach Essbarem. 19 Menschen töteten ihn. Ab 1852 gingen die Order per Telegraf ein. 1864 schloss Aimé Humbert den Handelsvertrag mit Japan.  Die Uhrmacherschule eröffnete 1865. Im Jahr 1875 wurde der letzte Wolf gesichtet.
Nach der Neuenburger Revolution vom 1. März 1848 wurde die Stadt Bezirkshauptort. Im Gegensatz zu anderen Gemeinden war die Zustimmung zur Monarchie in La Chaux-de-Fonds und Le Locle sehr tief, dies verschaffte der am 17. März 1848 tätig gewordenen verfassungsgebenden Versammlung die nötige Mehrheit für ein republikanisches Staatsgrundgesetz, welches am 30. April 1848 mit 5813 zu 4395 Stimmen angenommen wurde. Die Zahlen zeigen aber auch, dass die Monarchie in den Seegemeinden viele Anhänger hatte. Artikel 6 der neuen Bundesverfassung sah vor, dass Neuenburg als Republik nunmehr unter dem Schutz der Eidgenossenschaft stehen würde. Daher musste das mit Revolten im eigenen Land beschäftigte Preussen die Loslösung Neuenburgs, und damit von La Chaux-de-Fonds, trotz deutlicher Unmutsbekundungen im Londoner Protokoll am 8. Mai 1852, ohne die Möglichkeit zur Gewaltanwendung hinnehmen. 1856 scheiterte ein royalistischer Putsch. Preussen liess Truppen in Stellung bringen, die Schweiz auch.
1876 brachten Industriespione von der Centennial Exhibition den «Schock von Philadelphia» mit. Die USA lieferte Uhren und Uhrenteile aus industrieller Fertigung und das traditionelle Établissage-Modell der einzelnen Handwerker konnte mit diesen Produktionsraten nicht mithalten. Der Cafetier Jean Ambühl für die Basler Firma Zwilchenbart und ein gewisser Herr Lebet in Crêt du Locle wussten dies zu nutzen und verkauften Überfahrten. Lebet pries das Knox County in Nebraska. Junge Männer suchten ihr Glück in Kolonien wie Algerien und Kongo, die Frauen als Nounou und Gouvernante in Russland und Österreich-Ungarn. Ab den 1880er Jahren setzte sich der Fortschritt durch und der neue Gold-Tourbillon wurde an der Weltausstellung 1889 prämiert. Es verbreitete sich die neue Idee, dass die Uhrmacher «die Aristokratie des Proletariats» sind.
Die Brüder Achilles, Leopold und Isidore Ditesheim gründeten eine dieser Fabriken. Ab 1866 hatten Schweizer Juden Niederlassungsfreiheit. So zog die Familie 1876 zu. Viele Juden gingen am Ende des 19. Jahrhunderts in die Uhrenindustrie und trugen die Modernisierung mit, weil sie weniger an die Vorstellung von Fabrikanten als eigenständige Handwerker gebunden waren. Die Firma von Paul Ditisheim wurde 1905 in Movado umbenannt. Maurice Picard etablierte sich mit Invicta, Eugène Blum mit Ebel. Der Erfolg beruhte auf der Arbeit, auch im Textilgewerbe. Um 1918 sind 298 Schneiderinnen notiert. Von 180 mittleren Betrieben waren 1912 etwa 30 % im Besitz von Juden. Da Fabriken noch 1918 am Samstag fünf Stunden arbeiteten, blieb ihnen nur die Selbstständigkeit. Der Sonntag galt dann dem israelitischen Verein Nouveau Cercle. Die Gemeinde wuchs in 20 Jahren von 541 auf 900 Mitglieder, meist Juden elsässischer Herkunft sowie Russen und Polen, wie der Gründer des Möbelhauses Leitenberg. Er eröffnete 1895. Die Bloch machten La Semeuse und das Warenhaus Au Printemps auf, weiter traditionell per Handschlag abgewickelt wurde der Pferde- und Viehhandel bei Lévy & Cie.
Am 29. Juni 1834 durften römisch-katholische Gläubige erstmals seit der Reformation wieder Messen abhalten. Ab 1873 gab es eine Herrnhuter Sozietät. Auch La Chaux-de-Fonds war Schauplatz des Kulturkampfs, 1874/1875 entstand die christkatholische Gemeinde, die die erste katholische Kirche, die Chapelle Saint-Pierre von 1834, übernahm. Fern der calvinistischen Stadt bauten von La Chaux-d’Abel und Les Bressels kommende Täufer und Amische beim Hof Les Bulles 1894 die Chapelle Mennonite des Bulles. Die Freimaurer hatten seit 1819 ihre Loge l’Amitié. Gegen den schlechten Einfluss, der dem Stadtleben nachgesagt wurde, betrieben die Abstinenzler das Maison d’Abstinence des Bons Templiers. 1872 schlossen sich die Email-Zifferblattmacher zur überregionalen Gewerkschaft zusammen, 1883 folgte die Union der Uhrfedermacher. Der Pastor Paul Pettavel etablierte 1885 den CVJM und die Offenheit zum 1894 eröffneten Arbeiterverein Cercle ouvrier. Auch die Heilsarmee war zur Stelle. Im bäuerlichen Umland leitete Peter Gassner die Schule Le Valanvron, die der Deutsche Julius Rosenberg zum Pensionat machen wollte, was misslang. Arme Kinder kamen nach Serix.
Die Industrie rekrutierte in der Deutschschweiz, was den deutschsprachigen Bevölkerungsanteil stark wachsen liess. Deutsch war der ungeliebte Georges-Frédéric Roskopf oder, ein Flüchtling, der Vater der Opernsängerin Elise Friederike Hensler, der späteren Condessa d’Edla. Die Stadt gab sich 1906 einen überdimensionierten deutschen Schlachthof, als 1910 angenommen wurde, dass sich die Stadtbevölkerung auf 80'000 Einwohner verdoppeln würde. Frankophone, denen es oft schwer fiel, Deutsche vo Tütschschwizer zu unterscheiden, sprachen von «Germanisierung», wozu germanophone Schulen und Kirchen wie der Temple Allemand beitrugen. Ab den 1850er Jahren wurden sie institutionell integriert. Die Industrie bot Arbeit für alleinstehende Frauen. Die Evangelische Stadtmission und die EREN-Kapelle an der Rue du Temple-Allemand 70 sind bis heute schwizerdütschsprachig.

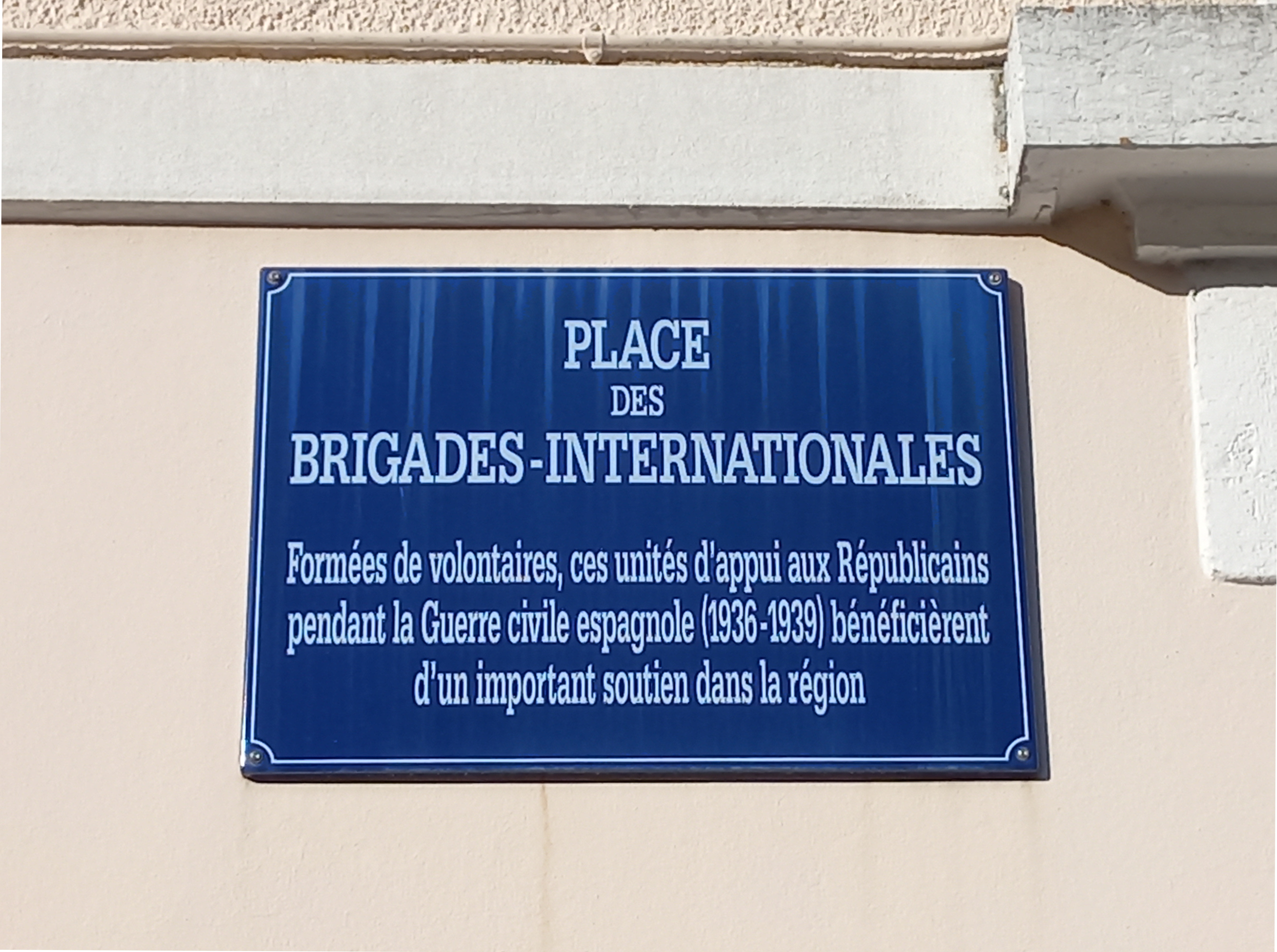
Der Platz der Internationalen Brigaden erinnert an die Freiwilligen für die Zweite Spanische Republik

Waren die Arbeiter zunächst oft bäuerliche Tagelöhner, sogenannte faucheurs (Mäher), lebten in der Stadt bald auch Ausländer. 1860 waren es 2600, 1910 bereits 4600. Auf den vielen Baustellen legten auch spätere Italo-Schweizer Hand an. Blaise Cendrars’ Grosseltern führten das Hôtel de la Balance, auch das Hôtel de la Fleur de Lys empfing Fremde. Weil die gewässerlose Stadt an Wasserknappheit litt, wurde ein Pumpensystem aus den Gorges de l’Areuse und ein 18 km langer Wassertunnel gebaut. 1894 kam die Gasbeleuchtung, 1897 die Elektrifizierung für ein Tramway mit 1250 m Strecke und neun Beamten. Eine Urbanität entstand, wie sie von Städten in den USA bekannt war. Karl Marx kommentierte die Entwicklung der Stadt in seinem Hauptwerk Das Kapital. Marx nannte sie «eine einzige Uhrenfabrik».

### Seit dem 20. Jahrhundert

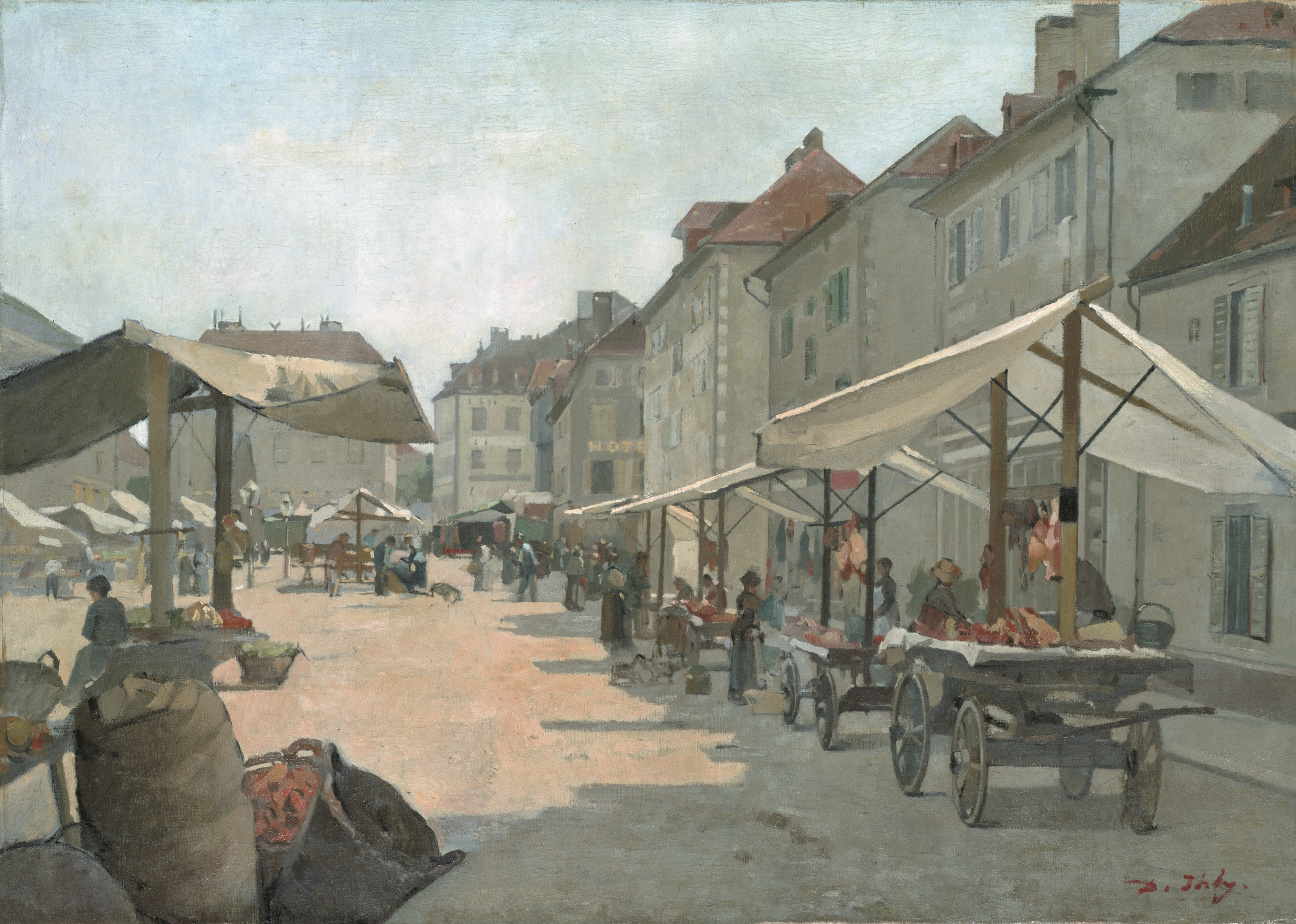
Daniel Ihly (1854–1910): Marktplatz in La Chaux-de-Fonds, 1905, Öl auf Leinwand, 65 × 92 cm, Musée des Beaux-Arts, La Chaux-de-Fonds

Architektonischer Umbruch am Westrand der Stadt, oben links das Gebäude Le Building am Bois-Noir 15-23 von 1954 von Favarger et Murisier

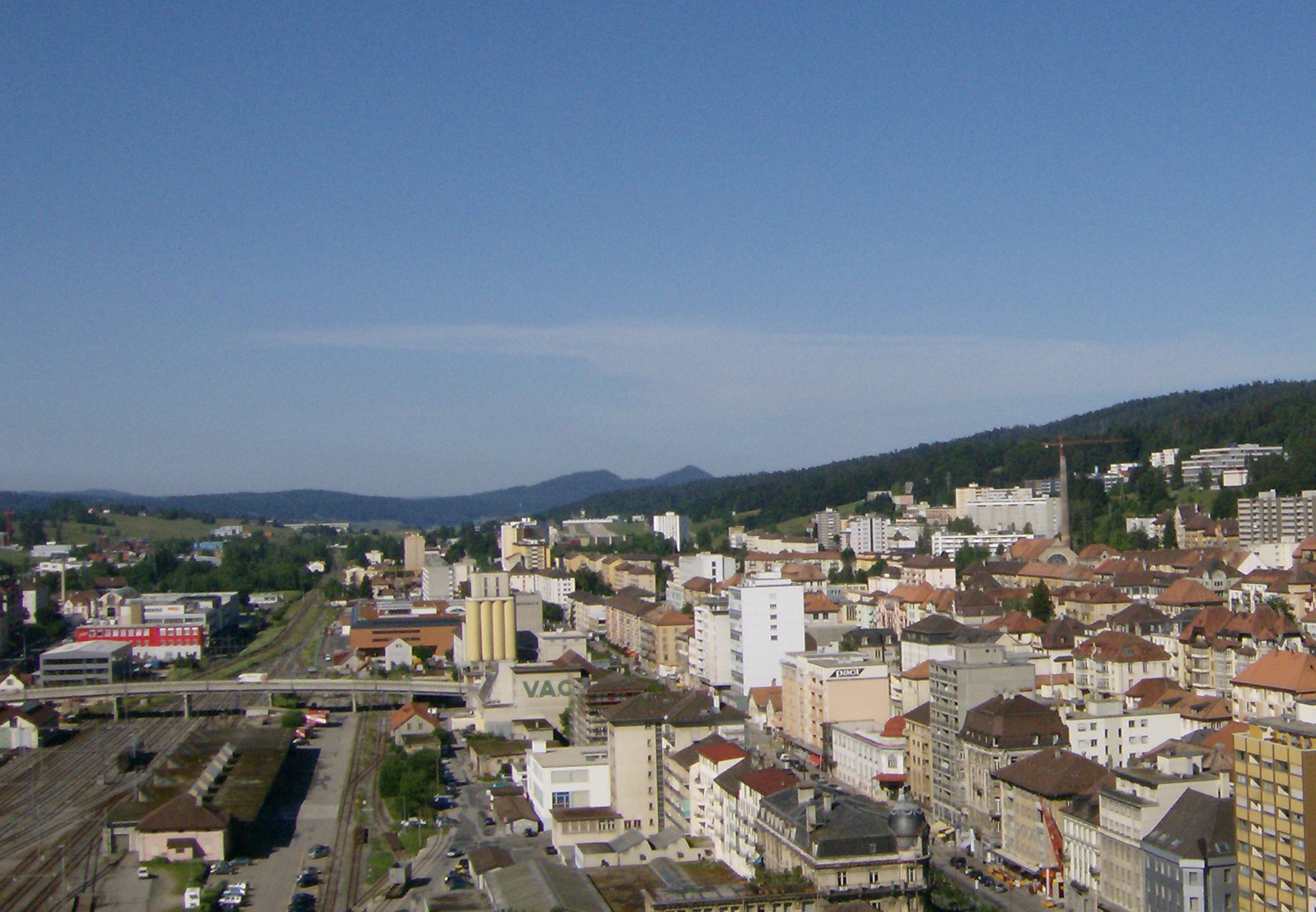
Die Eisenbahnüberquerung Grand Pont und die ehemaligen Mühlen um 2007: Der Güterbahnhof wurde abgetragen, das neue Quartier Le Corbusier soll hier entstehen

Das neue Jahrhundert begann feierlich mit der Fête Fédérale Gymnastique in La Chaux-de-Fonds vom 4. bis 7. August 1900. Im selben Jahr fusionierte Les Eplatures mit La Chaux-de-Fonds. Gemeindegrenze war bislang die heutige Rue de la Fusion. Ebenfalls um 1900 hatte eine Petition für den der Abtreibung beschuldigten und mit Berufsverbot belegten «revolutionären Arzt» Alexandre Favre (1861–1923) 8378 Unterschriften. Unter den Unterzeichnenden gab es 3178 Frauen. 1902 begann der Lastenträger Joseph Schmutz als «Taximann». 1904 streikten die Bauarbeiter, doch 1903–1907 baute die Stadt den Parc des Crêtets. Die Gartenarchitektur oblag dem Stadtgärtner Charles Mattern, der 1891 schon den Bois du Petit-Château angelegt hatte. 1908 wählten die Industriellen der Union libre des fabricants suisses de chocolat die Stadt als Geschäftssitz. Chocolat chaud gab es in den Confiserien Frischknecht (ab 1837), Mirabeau (1894), Moreau (1905), Monnet (1905) und Minerva (1921). In der Schweiz im Ersten Weltkrieg war eine Umstellung auf Rüstungsgüter einfach. Wegen der Grenzbesetzung der Männer machten Frauen auch diese Arbeit. Am 11. März 1916 stellten sie am ersten Frauentag ihre Forderungen.
Mut, ja gar Chuzpe, hatte auch der Uhrenarbeiter Ouin-Ouin, eine Phantasiefigur mit realem Vorbild. Wurde er wegen Lundi-Bleu entlassen, bewarb er sich sofort um die frei gewordene Stelle. Rechte verbanden sich 1920 zur Lokalpartei Parti progressiste national. Als sich die Schweiz im Zweiten Weltkrieg befand, wurde die Grenzbrigade 2 aktiviert. Die Figur Numa der Optimist stand im Kriegsjahr 1943 für das Festhalten an der Arbeit. Ab 1933, in der Zeit des Nationalsozialismus in Deutschland, mussten die jüdischen Hersteller erfahren, dass ihre Kontakte im besetzten Europa ermordet wurden. Deutsche Spionage berichtete, sie würden Präzisionszünder für die Alliierten exportieren. Dixi in Le Locle belieferte Nazi-Deutschland. Auf dem Friedhof Les Eplatures steht ein kleines Holocaust-Denkmal.
Vor dem Arbeitsfrieden 1937 gab es Lock outs und Streiks. 1907 kam Jean Jaurès für eine Rede. Lenin war während des Zürcher Exils im März 1917 in der Stadt. Die Stadtregierung ging vom Radikaldemokraten Paul Mosimann im Juli 1912 an die Sozialdemokraten (SP) über. In den Arbeitskonflikten von 1904 und 1917 rief das «Patronat» eine Besatzung durch die Schweizer Armee herbei. Nach der Jagd auf die etwa 500 italienischen Streikführer durch 1000 Besatzungsmilitärs von 1904 trat Charles Naine für den Antimilitarismus ein. Im Landesstreik 1918 bildete der Rechtsextremist Théodore Aubert aus SAC-Mitgliedern eine Bürgerwehr. Nach den Vorfällen in Genf kam es am 18. September 1934 zur Konfrontation des rechtsextremen Ordre national neuchâtelois mit Antifaschisten. Seit 1918 haben stets die sozialdemokratisch und kommunistisch orientierten Parteien die Mehrheit im General- und Stadtrat. Der Anarchismus wurde 1868 vom Arzt Pierre Coullery mit den Cercle internationaliste des travailleurs eingeführt, er jedoch wandte sich Grütli zu. Pjotr Kropotkin und Überlebende der Pariser Kommune reisten an. Dem Antiautoritären Sozialismus verschrieb sich die Juraföderation. Sie wehrte sich gegen die standardisierte Produktion. Im Spanischen Bürgerkrieg (1936–1939) wurde für die Internationalen Brigaden rekrutiert, lokal wurde der Soziale Wohnungsbau umgesetzt. Von 1890 bis 1971 erschien die SP-nahe Zeitung La Sentinelle. Die Intelligenzija traf sich in der Brasserie Ariste Robert. Die Avantgarde war 1958 bis 1963 die Nouvelle Gauche Socialiste mit Pierre Hirsch und Jacques Kramer.
Philanthropen sassen in der Freizeit im Cercle de l’Union, indes hatte die «englische» Arbeitswoche ab 1918 noch 55 Stunden. Am 28. Mai 1923 eröffnete das Musée d’histoire in der Villa Sandoz. Der 12. Juni 1926 und 23. August 1934 brachten zerstörerische Stürme. Das Lebenswerk von Hans Mathys (1846–1920) hielt stand. Als Stadtbaumeister liess er die imposanten Schulhäuser errichten und überall Leitungen verlegen. Längst war der 1872 als Saisonnier aus der Lombardei eingereiste Francesco Riva (1845–1930) Besitzer der Baufirma Riva mit bis zu 200 Mitarbeitern. Anderen fiel es schwer, sich an einem Ort einzuleben, wo nur die Arbeit zählt. Kazimierz Stawarz aus Polen hatte 1940 Belfort gegen den deutschen Angriff verteidigt. Ab Juni 1940 in der Schweiz interniert, blieb er und gründete eine Familie. Das Neuenburger Exil bot Arbeit, so blieb Ágota Kristóf, 1956 aus Ungarn geflüchtet, und zog sich ins Schreiben zurück. Auch Leyla Chammas aus Beirut, dem Libanesischen Bürgerkrieg entkommen, schrieb: «Ich schaute aus dem Fenster alle diese Häuser mit spitz zulaufenden Dächern an, die Fenster sind geschlossen, so gepflegte und breite Strassen, diese Leute mit schnellem Schritt und gleichgültigem Blick».

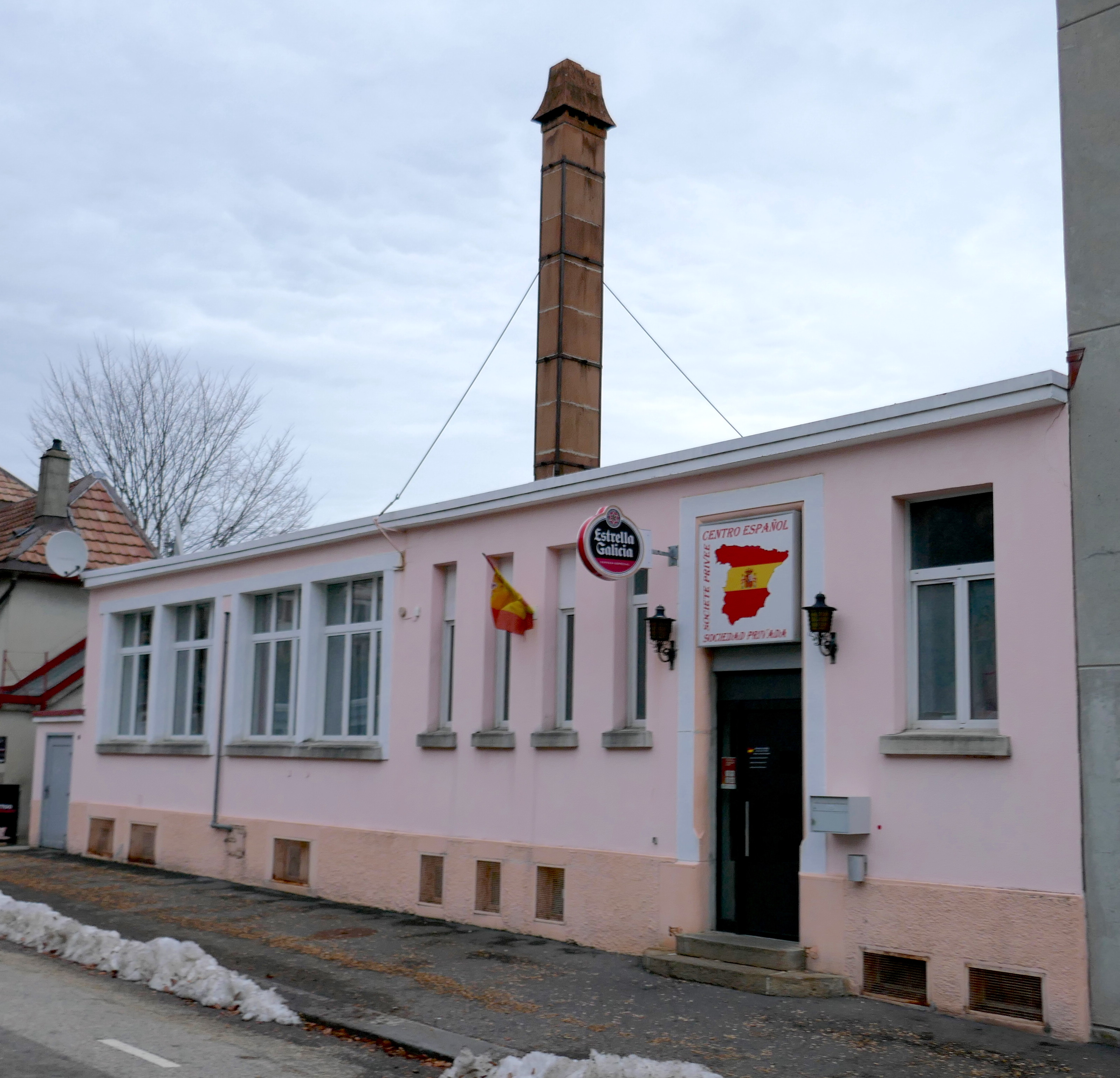
Der private Verein Centro Español

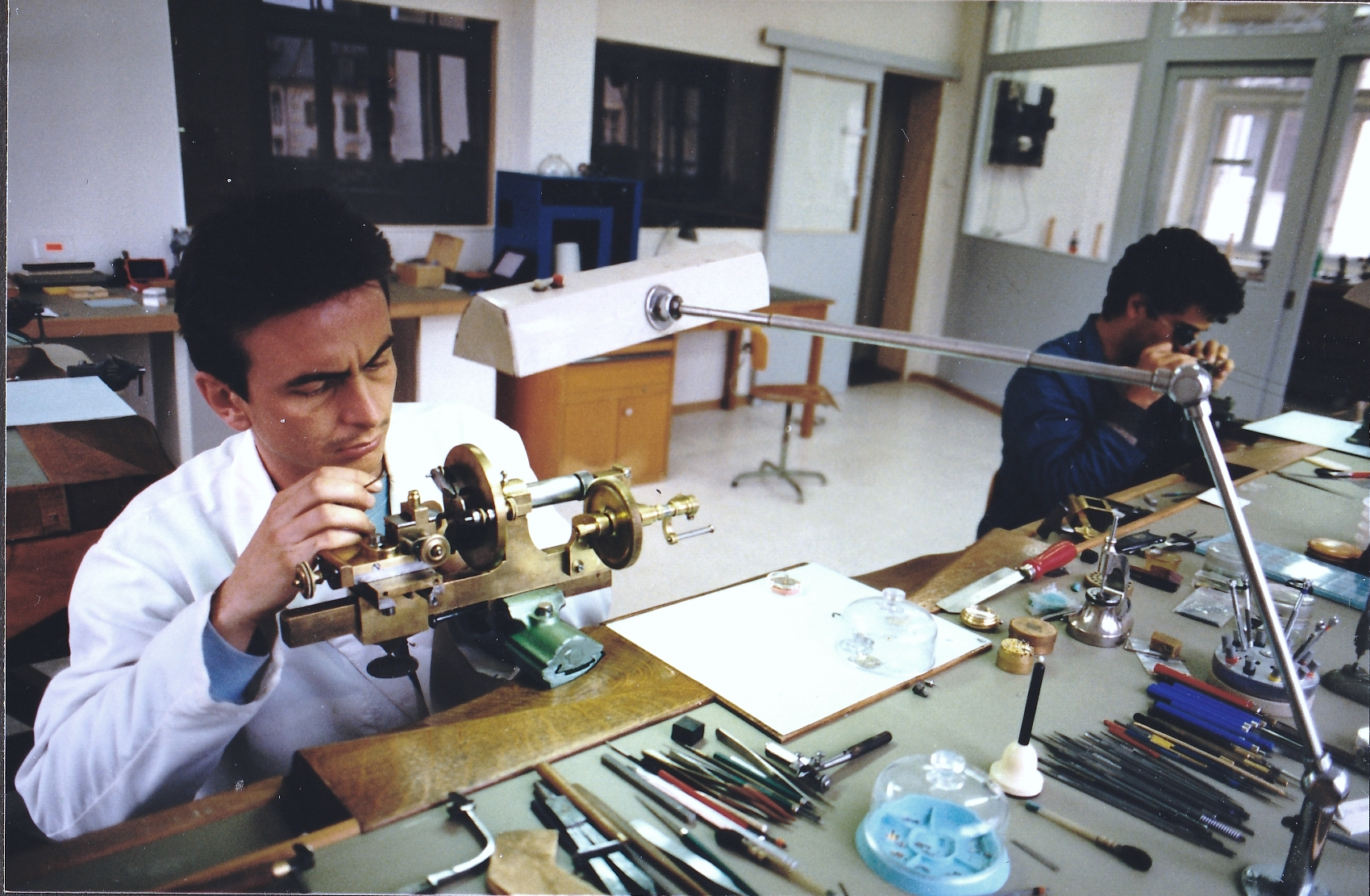
Die beiden Uhrmacher Dominique Renaud und Giulio Papi bei der Arbeit, La Chaux-de-Fonds, 1988

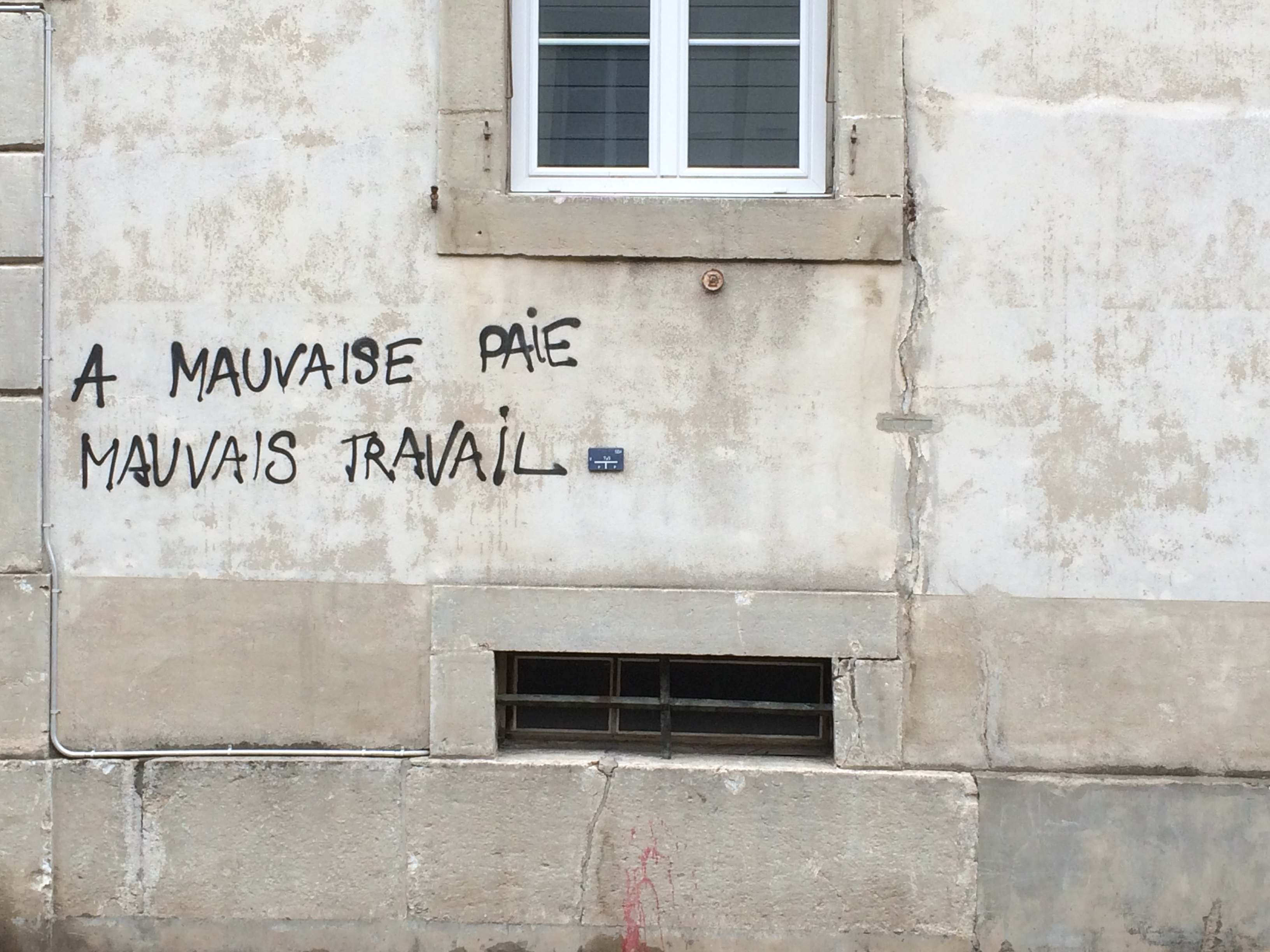
Klassenkämpferische Parolen in den Strassen: «Für schlechte Bezahlung [gibt es] schlechte Arbeit»

Nach 1945 folgte die Blütezeit der Trente Glorieuses und für die Uhrenindustrie eine neue Hochkonjunktur. La Chaux-de-Fonds war 1950 die zehntgrösste Stadt des Landes. Mitte der 1950er Jahre kamen die ersten Spanier. 1968 gab es 19 % Ausländer. Sie zogen in die Altbauten, während die neuen Tours de l’Est und das Auto als komfortabel und erstrebenswert galten. Grenzgänger mit Diplom der Uhrmacherschulen von Besançon, Morteau und Pontarlier stellten 1970 bis 1978 zwischen 2 % und 10 % der Belegschaft. 1972, am Vorabend der Quarzkrise, waren 74,3 % aller Beschäftigten im Bezirk La Chaux-de-Fonds in der Uhrenindustrie tätig, im nahen Bezirk Le Locle waren es 76,8 %. Mit der Rezession der 1970er Jahre gingen viele Betriebe zu, Arbeitslosigkeit und Bevölkerungsschwund folgten. In den 80er-Jugendunruhen in der Schweiz entstand auch hier eine Gegenkultur, der Bikini Test wurde ihr Zuhause. Das verarmte Portugal erlebte 1974 eine politische Öffnung, die Arbeitsmigration von Portugiesen in die Schweiz begann. Brigitte Lembwadio aus der Demokratischen Republik Kongo gründete als erste schwarze Anwältin der Schweiz hier ihre Praxis und das Festival Black Helvetia. Der Krieg in der Ukraine brachte auch Ukrainer in die Stadt. Mit 20'485 Wohnungen im Jahr 2014 kann die Stadt sie auffangen.
Am 24. Juli 2023 forderte ein von Westen hereinbrechender Sturm von 6,5 Minuten Dauer ein Todesopfer durch einen einstürzenden Baukran, verletzte rund 40 Personen und hinterliess schwere Schäden. Der beim Flugplatz Les Eplatures mit einer Böenspitze von 217,4 km/h gemessene Downburst hatte die höchste jemals gemessene Windgeschwindigkeit im Jura. Verwüstungen gab es im Ortsteil Crêt-du-Locle, etwa an den Industriegebäuden von Sellita und Choco-Diffusion, am Kirchturm von Les Eplatures und am jüdischen Friedhof, an der Bahninfrastruktur, am Lycée Blaise-Cendrars oder am Dach des Théâtre populaire romand. Der kleine Pavillon und viele alte Bäume im Parc des Crêtets, im Parc Gallet, im Zoo Bois du Petit-Château und im Museumspark fielen dem Sturm zum Opfer. Vier Tage später nannte die Zeitung ArcInfo die Zahl von 4000 bis 5000 beschädigten Gebäuden. ECAP schätzte die Schäden zuerst auf 70 bis 90 Millionen Franken. Abschliessend sind es in 2989 Fällen 117,15 Millionen Franken. Eine Gedenktafel und ein stellvertretend neu gepflanzter Baum am Bahnhof erinnern an den Tag.
Die Projekte zur Stadtaufwertung sind auf gutem Weg: Die Autos sind von der Place du Marché ins Parking de la Ronde verbannt, der neue Grand Pont steht. Streckenverlängerungen der CJ und neue Bahnstationen sind geplant. Neue Wohnungen für Gutverdiener sollen Steuereinnahmen bringen. Die Grüne Partei, die das Referendum ergriff, konnte in der vom Transitverkehrslärm geplagten Stadt nicht verhindern, dass 186 Millionen Franken für neue Strassen ausgegeben werden, wovon der Kanton 73,1 Millionen bezahlt. Die Stadtumfahrung H 18 wird es deshalb ebenso geben wie das neue HCC-Eishockeystadion und das Centre archives et patrimoine. Mit dem Programm «Nature en ville» bereitet sich die Stadt auf zukünftige Hitzewellen vor. Und La Tscho macht sich bereit, 2027 die Kulturhauptstadt der Schweiz zu sein.

## Politik

### Legislative
- PdA: 8
- Grüne: 7
- SP: 10
- FDP: 8
- SVP: 6

Gesetzgebende Behörde ist der von den Stimmberechtigten der Gemeinde La Chaux-de-Fonds alle vier Jahre gewählte Generalrat (conseil général). Die 41 Abgeordneten werden im Proporzwahlverfahren gewählt. Die Aufgaben des Generalrats umfassen die Budget- und Rechnungsabnahme, die Festlegung der Gemeindereglemente und die Kontrolle der Exekutive.
Bei den letzten fünf Wahlen ergaben sich folgende Ergebnisse:
| Partei                     | 2004 | 2008 | 2012 | 2016 | 2020 | 2024 |
| -------------------------- | ---- | ---- | ---- | ---- | ---- | ---- |
| Grüne                      | 6    | 7    | 7    | 5    | 10   | 7    |
| FDP.Die Liberalen 1        | 9    | 8    | 7    | 10   | 9    | 8    |
| Sozialdemokratische Partei | 13   | 11   | 12   | 10   | 7    | 10   |
| Partei der Arbeit – POP    | 5    | 7    | 7    | 8    | 7    | 8    |
| Schweizerische Volkspartei | 8    | 8    | 6    | 7    | 5    | 6    |
| Grünliberale Partei        | –    | –    | –    | –    | 2    | –    |
| Die Mitte                  | –    | –    | –    | 1    | 1    | –    |
| Nouveau parti libéral 2    | –    | –    | 1    | –    | –    | –    |

Darüber hinaus gibt es in La Chaux-de-Fonds ein Jugendparlament. Die 15- bis 25-jährigen Abgeordneten können dabei frei über ein Budget von rund 20'000 Franken verfügen.

### Exekutive
Ausführende Behörde ist der Gemeinderat (conseil communal). Er besteht aus fünf Mitgliedern und wird im Majorzwahlverfahren gewählt. Die Amtsdauer beträgt vier Jahre. Der Gemeinderat ist für die Ausführung der Beschlüsse des Parlamentes, für die Ausführung der Gesetzgebung von Bund und Kanton sowie für die Repräsentation und Führung der Gemeinde zuständig. Der ebenfalls auf vier Jahre gewählte Gemeindepräsident verfügt über erweiterte Kompetenzen.
Seit den Erneuerungswahlen vom 21. April 2024 sind die Gemeinderäte:
- Thierry Brechbühler (SVP)
- Théo Bregnard (PdA – POP)
- Ilinka Guyot (Grüne)
- Théo Huguenin-Elie (SP)
- Jean-Daniel Jeanneret-Grosjean (FDP)

### Nationale Wahlen
Die Stimmenanteile der Parteien anlässlich der Nationalratswahl 2023 betrugen: POP/Sol 22,8 %, SP 20,3 %, Grüne 17,3 %, SVP 16,0 %, FDP 12,7 %, glp 5,3 %, Die Mitte 3,9 %, EVP 1,0 %, EDU 0,7 %.

### Stadtwappen

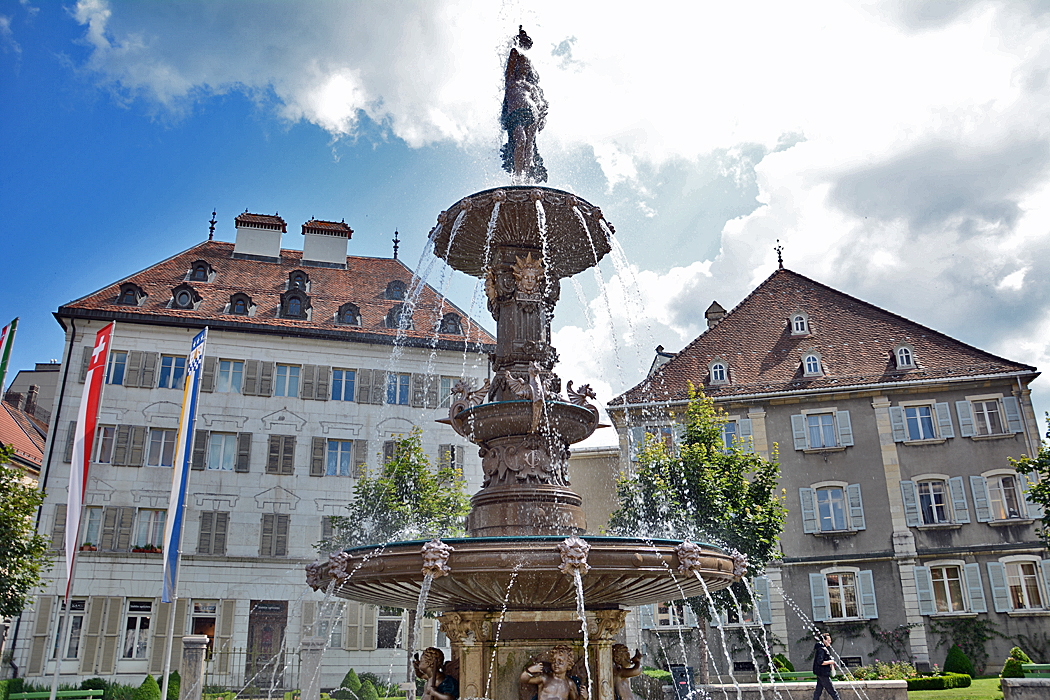
Die Fontaine Monumentale von 1888 feiert die Ankunft des fliessenden Wassers in der Stadt, gegossen bei Antoine Durenne in Paris

Das Stadtwappen von La Chaux-de-Fonds

Blasonierung: «Unter blauem Schildhaupt, darin balkenweise drei fünfstrahlige silberne Sterne, und über in drei Reihen zu sieben Plätzen von silbern-blau geschachtem Schildfuss in Silber ein goldener Bienenkorb, begleitet rechts von vier und links von drei fliegenden goldenen Bienen.»
Die Gemeinde hat sich ihr eigentümliches Wappen (goldene Bienen mit Bienenkorb auf silbernem Grund, ruhend auf den elf historischen Quartieren, symbolisiert durch blaue Vierecke, und darüber drei Sterne am blauen Himmel) 1851 gegeben. Nach der Revolution von 1848 galt es, das alte Wappen zu ersetzen, da es mit einer Krone noch an die Insignien der preussischen Hoheit erinnert hatte. Das Silber sollte, wie in der Begründung an das Gemeindeparlament steht, die neue, republikanische Verwaltungsära symbolisieren. Der Bienenkorb mit den Bienen steht für die aufstrebende Industrie und die fleissigen Werktätigen. Das Gold verkörpert den Wohlstand. Die drei Sterne sind ein Integrationssymbol und stellen die drei Gemeinschaften, welche die Einwohnerschaft bilden, dar: neuenburgische Bürger, ausserkantonale Schweizer Bürger sowie immigrierte Ausländer. Die elf Vierecke hätte man gerne grün gemacht, um die landschaftliche Atmosphäre der Jurahöhen auszudrücken. Schliesslich beschränkte man sich aber auf drei Farben. Das Wappen hält sich nicht an heraldische Regeln (wonach zum Beispiel nicht Metall auf Metall, hier Gold auf Silber, verwendet werden soll). Ursache musste nicht unbedingt Unkenntnis dieser Regeln sein. Die Missachtung der Heraldik als Sinnbild für Aristokratie könnte auch nur Ausdruck dafür sein, dass man mit der Feudalzeit bewusst brechen und endgültig in ein republikanisches Zeitalter aufbrechen wollte.

### Städtepartnerschaft
Seit 1984 besteht eine Städtepartnerschaft mit Winterthur, die seit 1991 von der Stiftung Winterthur – La Chaux-de-Fonds betreut wird, die beide Städte tragen. Die Stiftung, in der Vertreter aus beiden Partnerstädten Einsitz haben, vergibt regelmässig Beiträge an Projekte im kulturellen, sozialen und sportlichen Bereich, die die Partnerstädte verbinden, unterstützt Besuche von Schulklassen und Vereinen und organisiert selbst Bevölkerungsbesuche zwischen den beiden Städten.

## Wirtschaft und Infrastruktur

### Wirtschafts- und Industriestandort

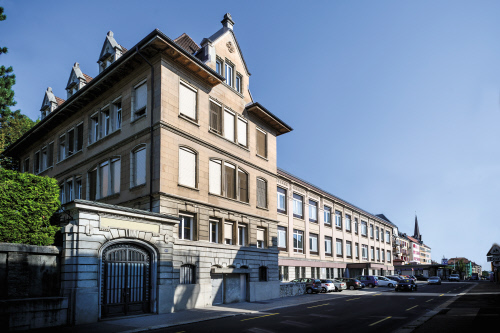
Girard-Perregaux produziert Uhren in fünf- bis sechstelliger Preisklasse

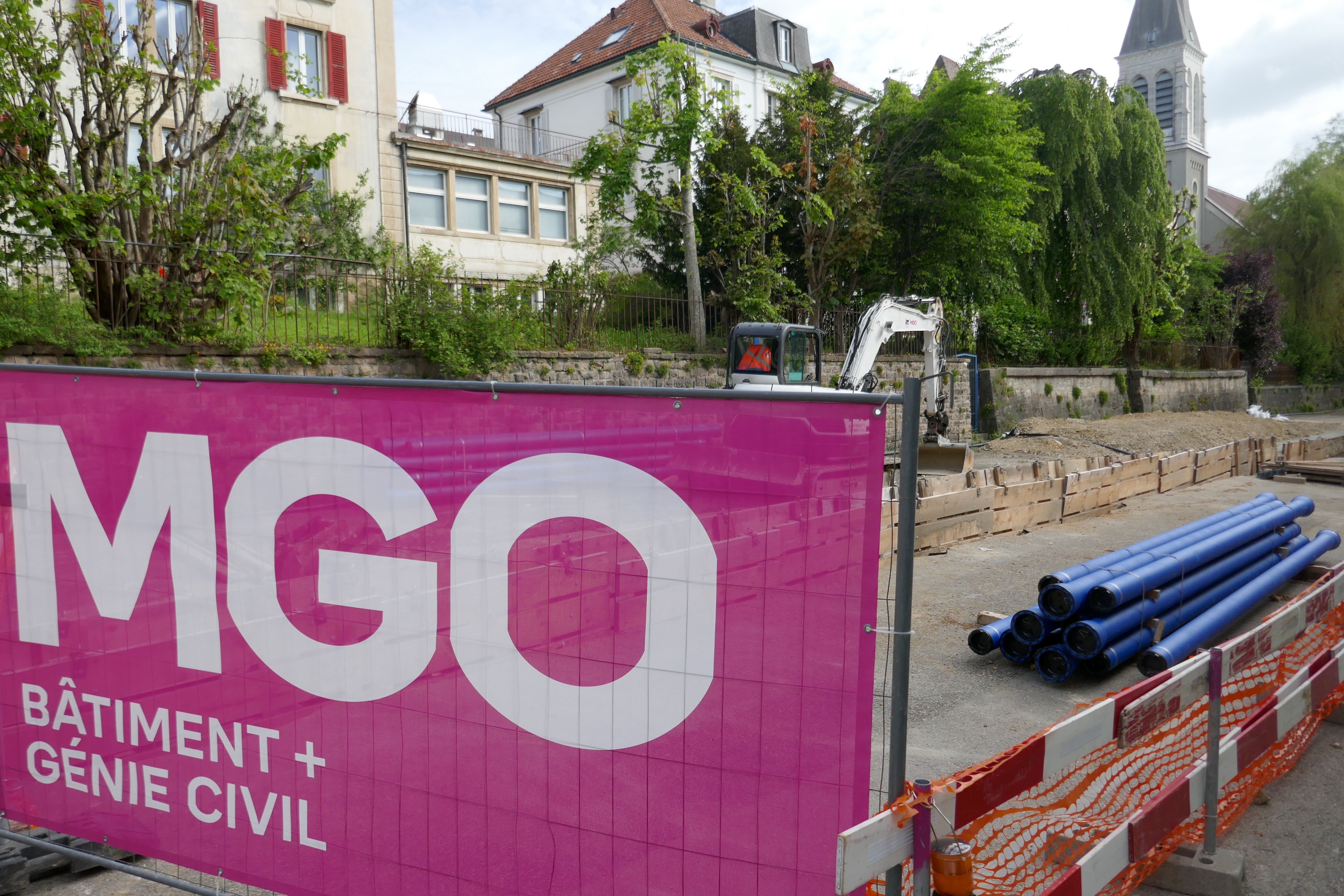
Der umfangreiche Immobilienpark sichert Bau- und Facilitymanagement-Unternehmen laufend gute Aufträge

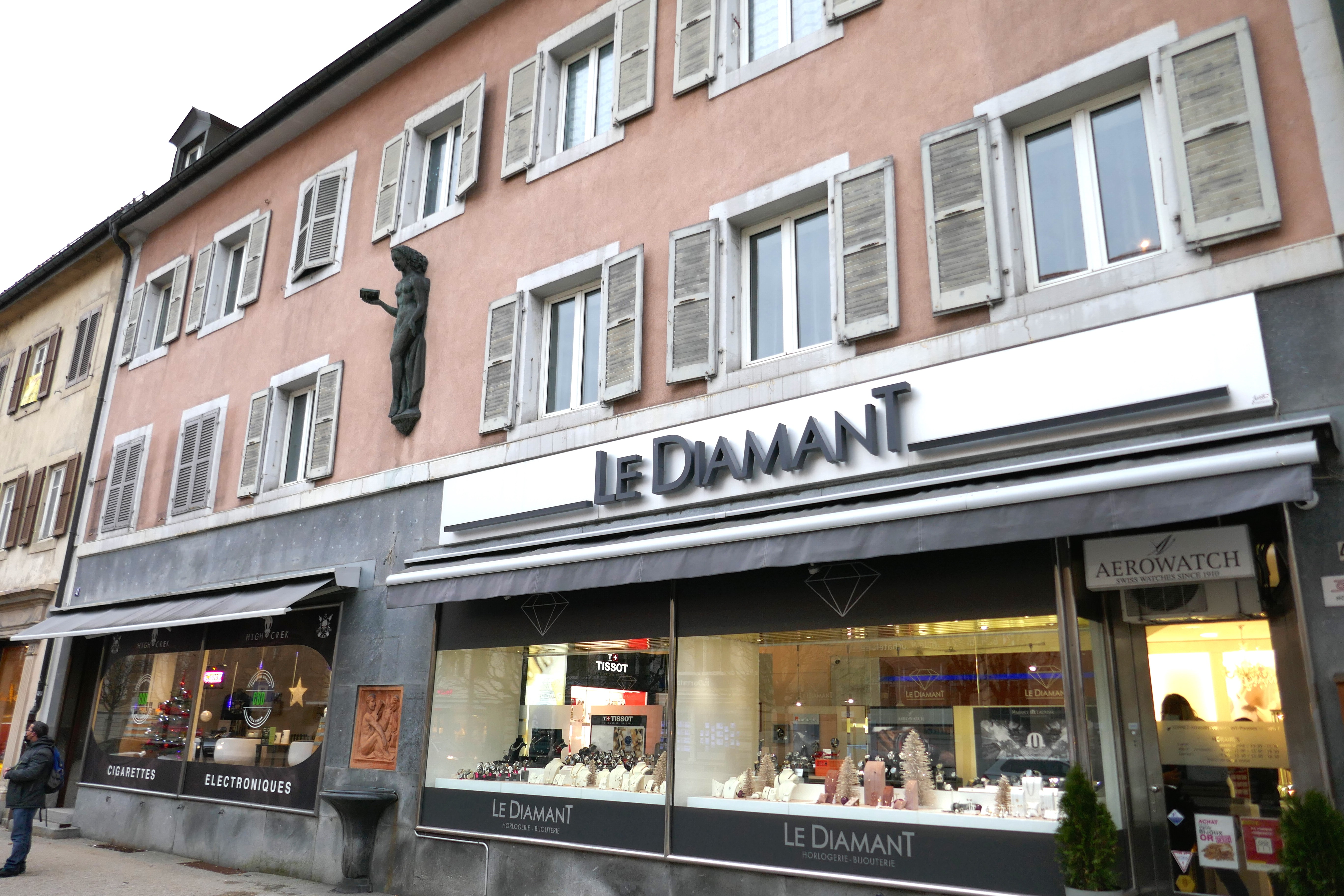
Le Diamant an der Avenue Léopold-Robert, einziges Verkaufsgeschäft für Qualitätsuhren in La Chaux-de-Fonds

Heute bietet die Stadt rund 23'000 Arbeitsplätze an. Der Anteil des primären Sektors (Forst- und Landwirtschaft) an der Beschäftigung liegt im Bereich von 2 %. Trotz des städtischen Charakters der Gemeinde gibt es in La Cibourg und anderen Weilern Milchwirtschaft und Viehzucht. 44 % der Erwerbstätigen sind im industriellen Sektor tätig, davon 27 % in der Uhrenindustrie, während der Dienstleistungssektor 54 % der Arbeitskräfte auf sich vereinigt. Die Stadt ist ein regionales Dienstleistungszentrum mit den landesweit vertretenen Gesellschaften. Viele Erwerbstätige dieses Sektors sind in der Verwaltung, im Banken- und Versicherungswesen, in der Logistik, im Bildungs- und Gesundheitswesen sowie im Verkauf und im Gastgewerbe beschäftigt. Auch wenn sie hier hergestellt werden, ist es schwierig, in La Chaux-de-Fonds Luxusuhren zu kaufen, nur Le Diamant und das MIH bieten diese an. Der Pod und drei Einkaufszentren, so das 1989 als Reminiszenz an den Londoner Crystal Palace erbaute Métropole Centre, bieten Produkte und Dienstleistungen für alle Alltagsbedürfnisse.
Das in den Montagnes Neuchâteloises liegende La Chaux-de-Fonds steht wirtschaftlich und finanzpolitisch im Ungleichgewicht zu der durch die Verwaltung, die Universität und Dienstleistungen geprägte und politisch eher bürgerliche Region Littoral am Neuenburgersee. Der Historiker Laurent Tissot schreibt, die Stadt habe eine Kollektivgeselligkeit («sociabilité communautaire»), die häufig abschreckend wirke. Das Thema «kantonaler Zusammenhalt» wird diskutiert. Zur Verbesserung der cohésion wurde die Verlegung des Hauptsitzes des Energieversorgers Viteos und Teilen der Kantonsverwaltung nach La Chaux-de-Fonds beschlossen. Sie eröffnen in Neubauen im Stadtteil Malakoff und im Les Docks. Über 1000 Dienstleistungsstellen kommen neu hinzu.
Während Vadec, der Dienstleister für Entsorgung und Recycling, noch immer in der alten Zone für die schweren Arbeiten beim alten Steinbruch operiert, hat sich die Industriezone inzwischen nach Les Eplatures im Südwesten verlagert. Baulandreserven hat die Stadt vor allem auf dem ehemaligen Gleisfeld am Bahnhof. Noch immer hat die Uhrenindustrie mit Zulieferbetrieben eine gewisse Bedeutung in La Chaux-de-Fonds. Während das breite Marktsegment wegbrach, halten sich die Luxusmarken wie Breitling, Cartier, Corum, Ebel, Eberhard & Co., Girard-Perregaux, Ulysse Nardin, TAG Heuer und Vulcain. Daneben ist die Stadt Standort zahlreicher teils international bekannter Firmen der Präzisionsmechanik, Medizinaltechnologie, der Mikromechanik und Elektronik. Der Maschinenbau, der Innenausbau, der Metallbau, die chemische Industrie und Zulieferer der Telekommunikation und Autoindustrie spielen eine wichtige Rolle. Handwerkliche Brauereien wie die Brasserie de l’Avenir und La Comète oder die Kaffeeverarbeiter La Semeuse und Admir Cafés bereichern das Angebot.
Die Fachmesse Technical Watchmaker Show (TWS) versteht sich als Veranstaltung, die hauptsächlich Berufsleute der Uhrenindustrie und Mikrotechnik zusammenbringen soll. Hier treffen sich nicht die Vertreter der grossen Uhrenmarken, sondern die zahlreichen spezialisierten Zulieferer der Branche. Ein weiteres Format ist das jährlich von der Stadt angebotene Forum Économètre.

### Medien
In der Stadt erschien die Wochenzeitschrift Le Ô, der Blog 1000 mètres und das von der Stadt La Chaux-de-Fonds herausgegebene Le Tourbillon de La Chaux-de-Fonds.

### Bildungseinrichtungen und Institute
Neben den Stufen der obligatorischen Schulausbildung (Primarschulen, Sekundarschulen) kann in La Chaux-de-Fonds auch das Gymnasium besucht werden. 1876 wurde eine Industrieschule gegründet, die sich 1900 zum Gymnasium wandelte. Das heutige Gymnasium, das Lycée Blaise-Cendrars, wurde 1971 eingeweiht. Dem Centre interrégional de formation des Montagnes neuchâteloises (CIFOM), einem Berufsbildungszentrum, sind fünf Schulen angegliedert (darunter ein Technikum), die zusammen mit Le Locle geführt werden. Im Weiteren gibt es eine Pädagogische Hochschule der Haute École Pédagogique BEJUNE (Biel, Delémont, La Chaux-de-Fonds) und ein Konservatorium des Conservatoire de musique neuchâtelois, Standort La Chaux-de-Fonds.
Die Schweizerische Gesellschaft für Höhlenforschung hat ihren Sitz in der Stadt. Eine der vier Aussenstellen der Eidgenössischen Edelmetallkontrolle (BAZG) befindet sich in La Chaux-de-Fonds.

### Gesundheitswesen
La Chaux-de-Fonds verfügt über ein öffentliches Spital mit 24-Stunden-Notfallversorgung. Es gehört zum Klinikverbund Réseau hospitalier neuchâtelois (RHNe, frz. für Netzwerk Neuenburger Krankenhäuser). Zudem gibt es die Clinique Volta und Clinique Montbrillant als private Infrastruktur des Gesundheitswesens.

### Verkehr

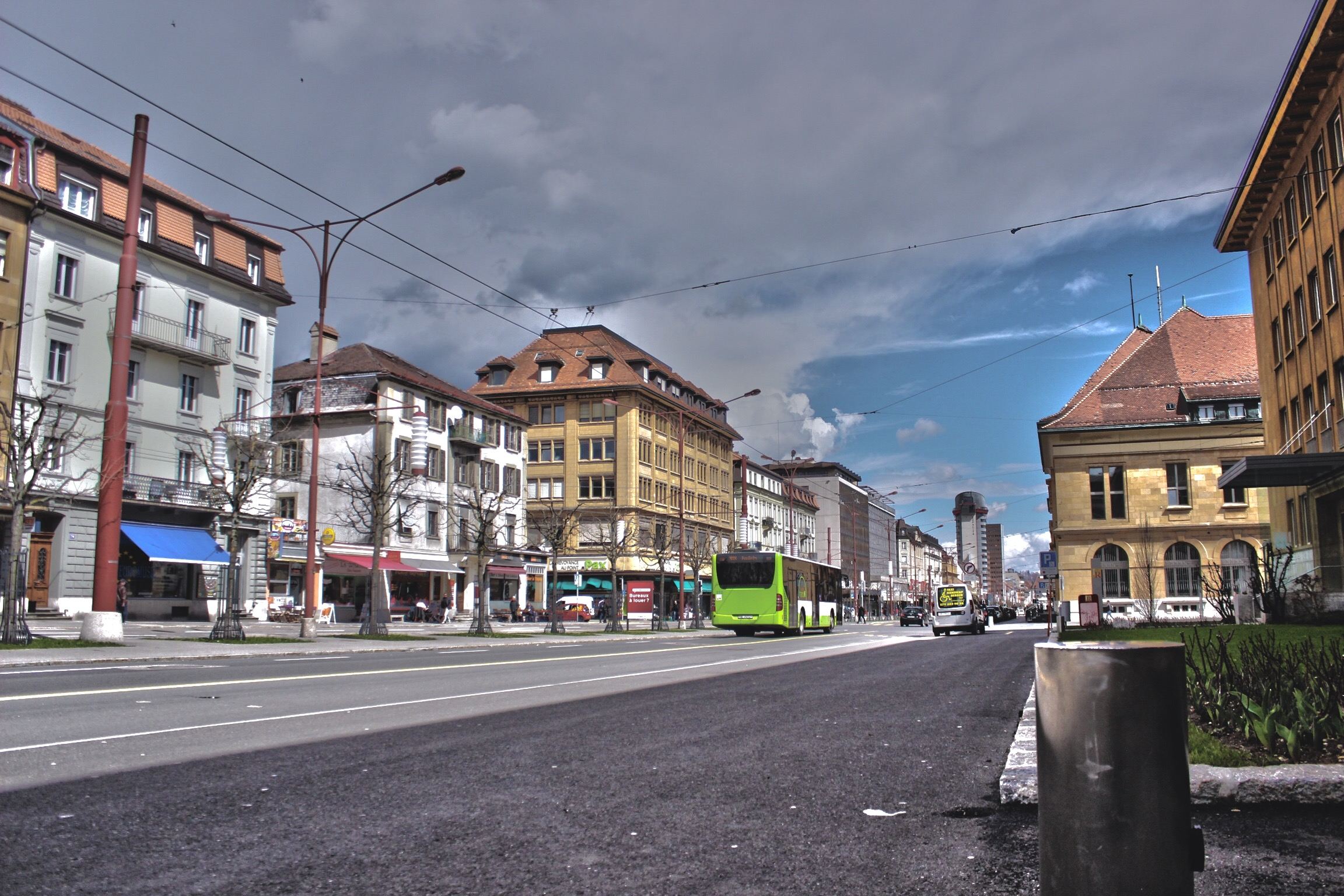
Die Avenue Léopold-Robert

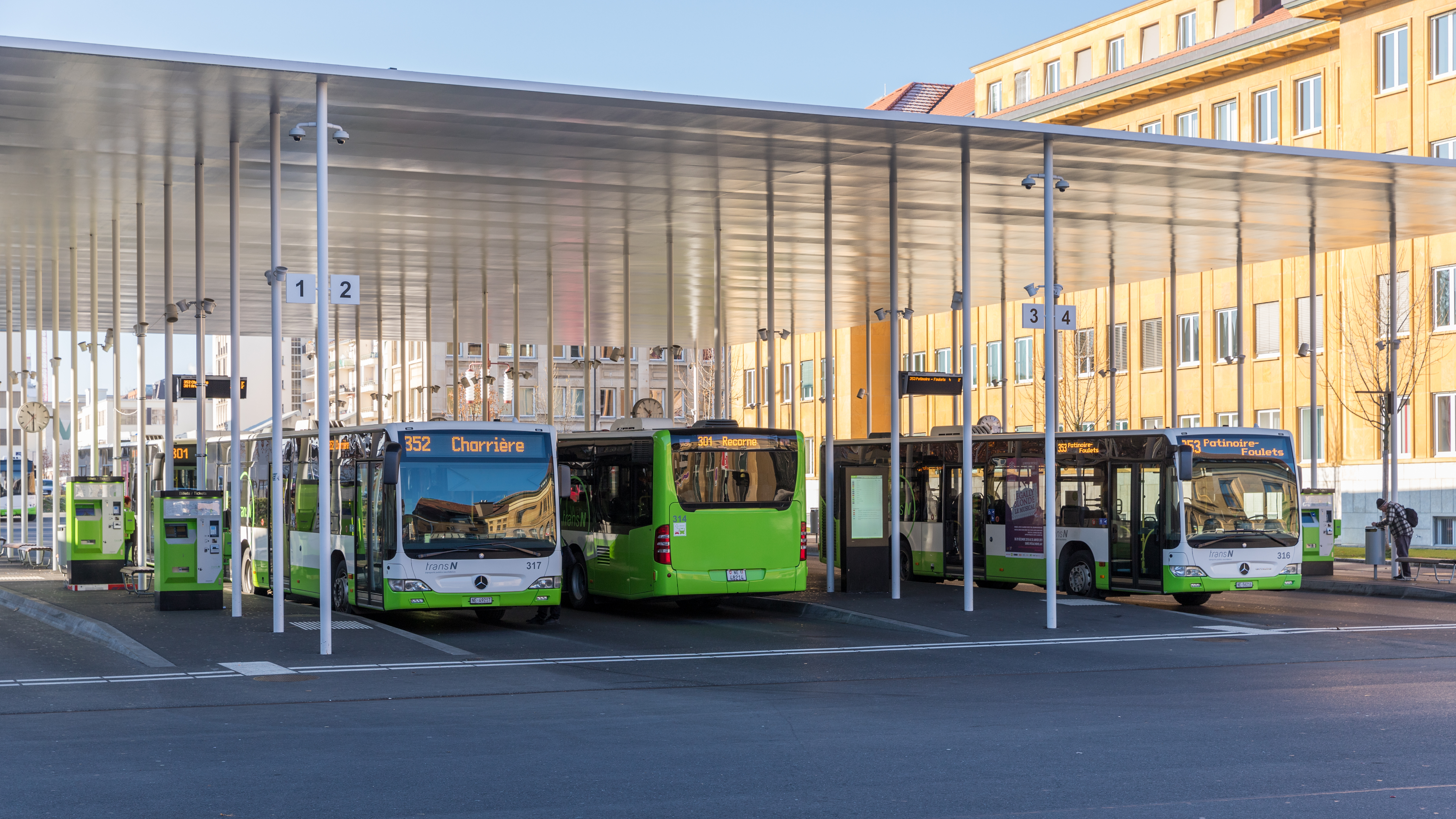
Busstation am Bahnhof

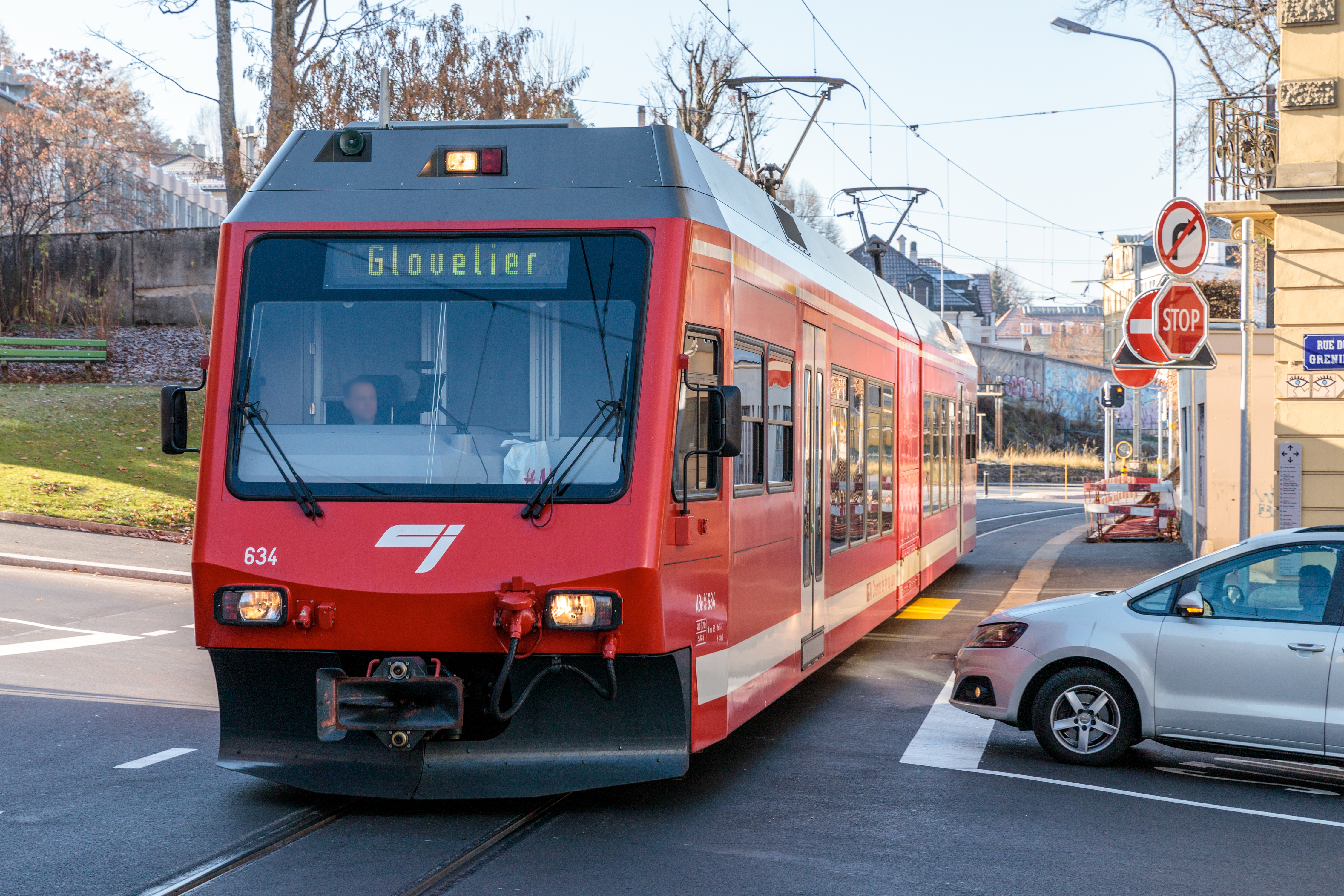
Die Bahnlinie der Chemins de fer du Jura ist zwischen dem Bahnhof La Chaux-de-Fonds und der Haltestelle La Chaux-de-Fonds-Est ein Tram

Die Stadt ist verkehrstechnisch gut erschlossen. Sie dient sowohl für den Strassen- als auch für den Bahnverkehr als Knotenpunkt:

#### Fahrrad
Die Stadt bietet seit 2014 in den Sommermonaten das Fahrradverleihsystem Velospot an.

#### Bahn
Im Bahnhof La Chaux-de-Fonds treffen je zwei Normalspur- und Schmalspurstrecken aufeinander. Als erste Eisenbahnlinie wurde am 2. Juli 1857 die Bahnstrecke von La Chaux-de-Fonds nach Le Locle in Betrieb genommen. Danach folgte am 27. November 1859 die Eröffnung der Strecke nach Convers und am 15. Juli 1860 die Durchbindung nach Neuenburg. Die Strecke von Convers nach Biel wurde am 30. April 1874 eröffnet; letztere wurde am 17. Dezember 1888 teilweise ersetzt, als die direkte Strecke durch den Crosettes-Tunnel eröffnete. Diese normalspurigen Strecken gehören heute den Schweizerischen Bundesbahnen (SBB). Die SNCF-Verbindung Ligne des Horlogers führt zu den Hauptzeiten via Morteau und Valdahon zum Bahnhof Besançon-Viotte.
Die meterspurige Bahnstrecke nach Les Ponts-de-Martel wurde am 26. Juli 1887 von der Ponts–Sagne–Chaux-de-Fonds-Bahn (PSC) eröffnet. Danach folgte am 7. Dezember 1892 die Einweihung der meterspurigen Strecke nach Saignelégier durch die Saignelégier–La Chaux-de-Fonds-Bahn (SC). Sie gehören zu unterschiedlichen Unternehmen, erstere den Transports Publics Neuchâtelois (Kurzname transN, Initialen TRN), letztere den Chemins de fer du Jura (CJ).

#### Bus
Für die Feinverteilung im öffentlichen Verkehr sorgen die zehn von transN betrieben städtischen Autobuslinien. Von 1897 bis 1950 betrieben die Tramway de La Chaux-de-Fonds noch mehrere Tramlinien, wobei das Streckennetz eine maximale Ausdehnung von 5,3 Kilometern erreichte. Von 1949 bis 2014 existierte der mit Oberleitung betriebene Trolleybus La Chaux-de-Fonds. Die Oberleitungen wurden seither teilweise zurückgebaut, das Netz soll aber 2024 reaktiviert werden. Seit Ende 2020 gibt es für die Abendstunden die App-basierte oder auch telefonisch bedienbare Fahrtenreservierung MobiCité für Fahrten in fünf Aussenquartiere der Stadt. Es fahren auch Überlandbuse und Postautos zum Vue des Alpes und zum Zoll in Biaufond, nach Les Planchettes und Le Locle.

#### Auto

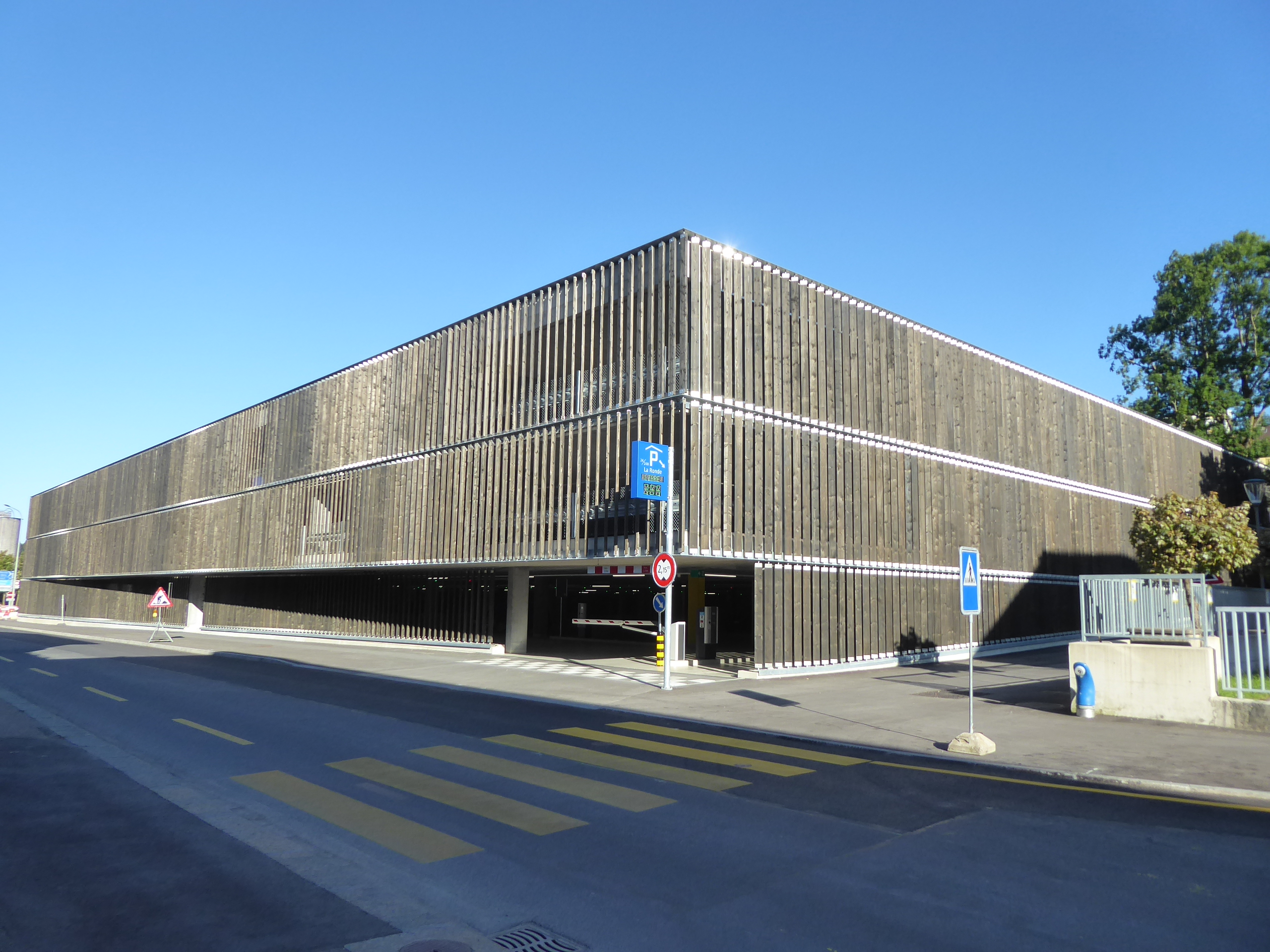
Das Parking de la Ronde befreit die Place du Marché vom Auto, das Dach zeigt den Vögeln Le Corbusier

Am Bahnhof gibt es einen Taxistand. Das Parkplatzangebot ist begrenzt, die Benutzung der Parkhäuser wird empfohlen. Die wichtigste Strassenverbindung besteht mit der Kantonshauptstadt Neuenburg. Während früher der 1283 m hohe Pass der Vue des Alpes mit steilen Rampen überquert werden musste, gibt es seit Ende 1994 mit der Schnellstrasse H20 (Tunnels unter dem Mont Sagne und der Vue des Alpes) eine direkte, teilweise vierspurige Verbindung mit Neuenburg. Weitere wichtige Strassen führen via Le Locle nach Besançon, über die Freiberge nach Delsberg und durch das Vallon de Saint-Imier nach Biel.

#### Flugzeug
Südwestlich der Stadt befindet sich der 1926 eröffnete regionale Flugplatz Les Eplatures, der für die Privatfliegerei ganzjährig betrieben wird. Im Sommerhalbjahr werden zudem zwei Destinationen – Alghero (Sardinien) und Calvi (Korsika) – wöchentlich mit Linienflügen bedient.

## Kultur und Sehenswürdigkeiten

### Kunst und Architektur

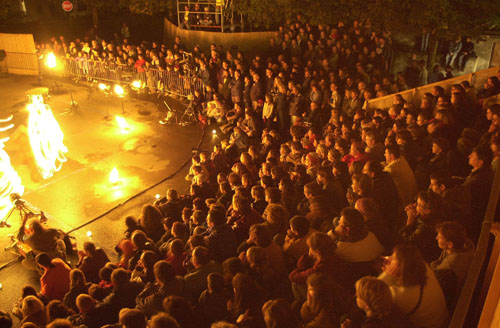
La plage des six pompes

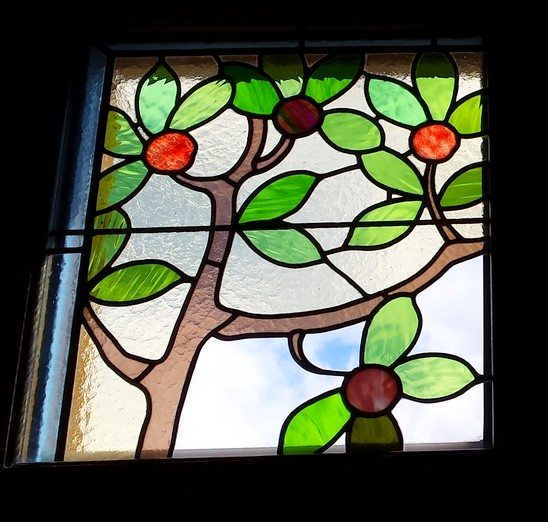
Ein diskreter Jugendstil: Detail an einem Gebäude in der Rue du Parc

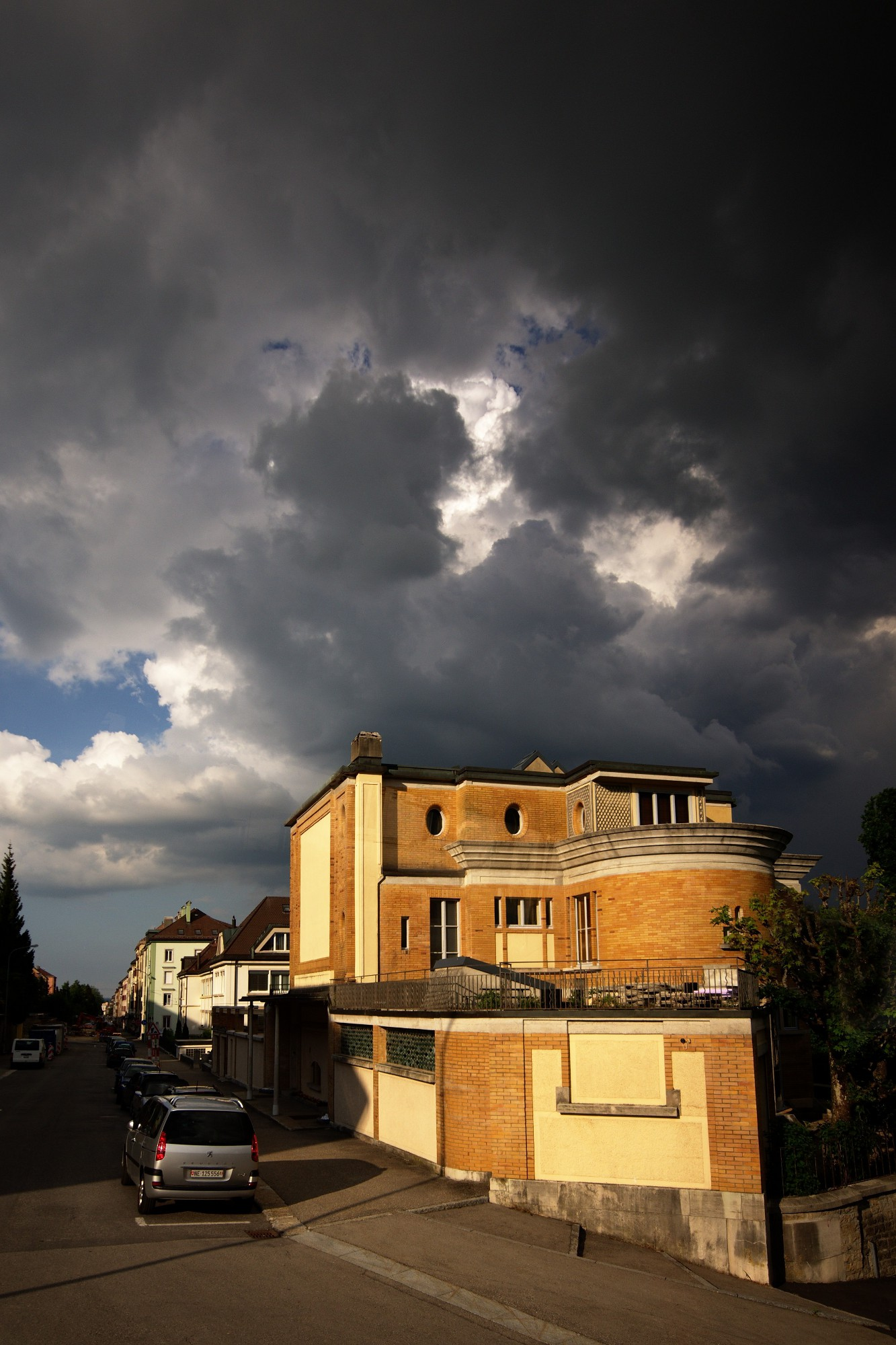
Die Villa Turque des jungen Le Corbusier, eigentlich Charles-Édouard Jeanneret, von 1916 bis 1917, spiegelt die Eindrücke seiner Orientreise

La Chaux-de-Fonds ist bis heute die Stadt auf dem Land. Da ausserhalb des Siedlungsgebiets kaum neue Bauzonen ausgewiesen wurden, fand keine Zersiedelung statt, es gibt keine Vororte, direkt an die Siedlungszone schliessen die ausgedehnten Wiesen, Weiden und Wälder des Hochjura an. Das Stadtbild von La Chaux-de-Fonds wird durch ein zu Beginn des 19. Jahrhunderts in zwei Phasen angelegtes rechteckiges Blockmuster geprägt. Nach dem Dorfbrand von 1794 wurde Platz frei, um den zukünftigen Grundriss nach Plänen von Moïse Perret-Gentil einzuführen. Dabei wurden der Hauptplatz, die Axialität der Planung und ihrer Hauptachse (Rue Neuve de Neuchâtel, heute Rue de l’hôtel de Ville) sowie der Vorrang der feuerpolizeilichen Prävention über individuelle Vorlieben von einzelnen Bauherren durchgesetzt. Die beiden grossen Stadterweiterungen von 1835 bis 1841 folgten dem genauen Plan des Architekten Charles-Henri Junod. Wichtig waren die Verfügbarkeit von Tageslicht in allen Werkstätten und gesundheitspolitische Überlegungen, wie die Eindämmung der verbreiteten Lungenkrankheit Tuberkulose. Zudem musste Platz für die sehr aufwändige Schneeräumung einberechnet werden. Typisch für die Stadt war die gemischte Nutzung von Gebäuden, mit Gebäudetrakten für Industrie und produzierendes Gewerbe und für Wohnungen im selben Gebäude.
Die 30er-Zone Avenue Léopold-Robert – Le pod – die über ein trottoir central verfügt, beginnend bei der Fontaine Monumentale, und die von Wohnungen und Industrie gesäumte Rue Numa-Droz, die beim Numa-Droz-Denkmal in den Forges endet, sind meistbefahren. Parallel verlaufen mindestens 15 Längsstrassen. Rechtwinklig dazu und quer zur Talrichtung sind rund 20 Querstrassen orientiert, die an den Hängen zum Teil starke Steigungen aufweisen. Die Strassen werden von Häusern im Jugend- und Heimatstil und schmucklosen «Arbeiterkasernen» des 19. Jahrhunderts bestimmt. Da und dort steht ein Bau der Trente Glorieuses. An den Hängen gibt es steile Treppenaufgänge. Seit 2019 verschönern 24 literarische Zitate Hausfassaden und den Bahnhof, ein Projekt von 1000 mètres d’auteur.e.s. Der Buchhandel ist mit der Librairie La Méridienne und Payot vertreten, die Bande dessinée mit Impressions. Gratis, aber Glückssache, sind die Bücher in den Boîtes à livres. Arty Show bespielt jeden Winter Schaufenster mit dem Kunstschaffen Made in CDF.
Der vom patriotischen Künstler Charles L’Eplattenier um 1905 begründete regionale Jugendstil style sapin hat Spuren in den Details hinterlassen, doch ist das Krematorium des Cimetière de la Charrière die volle Verkörperung dieses Stils. Drei allegorische Aussenmosaike rund um den Kreislauf von Leben und Tod zieren die Fassade. Mehrere von L’Eplatteniers Schüler an der École d’art appliqué haben den Tannenstil weiterentwickelt, unter ihnen Léon Perrin, Jeanne Perrochet und André Evard. Während Lucien Schwob und Madeleine Woog einige Anerkennung ernteten, wartete auf andere bescheidener Ruhm: Hermann Jeannet wurde Zeichenlehrer, Pierre Warmbrodt stellte 1939 erstmals hier aus, Maurice Robert kehrte 1953 in seine Geburtsstadt zurück, Jean-Valentin Schmidlin kam, als sich die Stadt schon bald zu leeren begann und stellte in der Galerie du Manoir aus. In der Bahnhofshalle befinden sich die drei monumentalen Wandgemälde Le travail, Le jour et la nuit und Les loisirs (1950–1952) von Georges Dessouslavy, die die Arbeit der Uhrmacher in den Fabriken und ihre erfüllte Freizeit thematisieren. In der Passage und im Liftturm erwartet Reisende die abgründige Belle Époque von Plonk & Replonk.

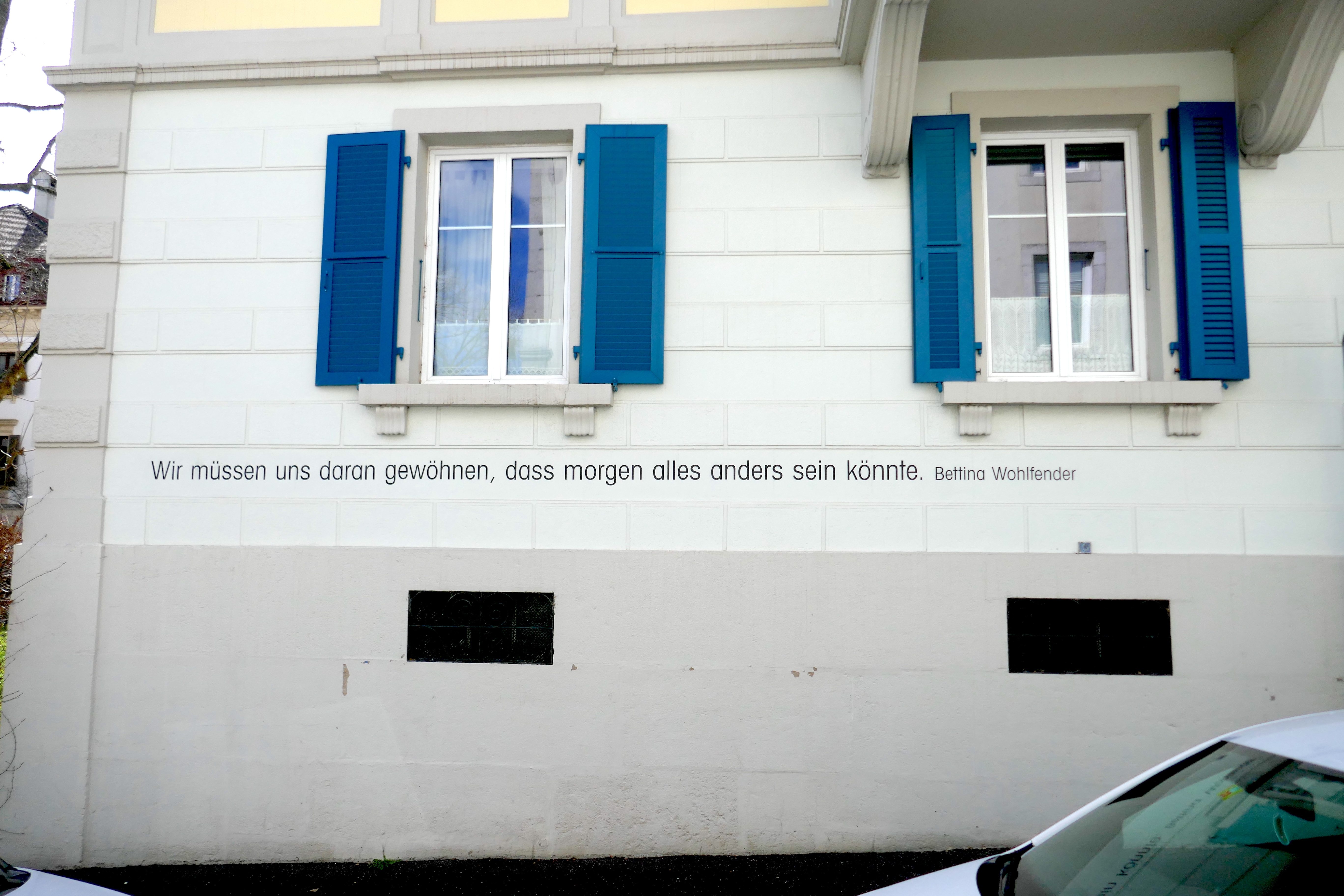
Einziger Schriftzug in deutscher Sprache von 1000 mètres d’auteur.e.s. Bettina Wohlfender (* 1982): «Wir müssen uns daran gewöhnen, dass morgen alles anders sein könnte.»

Das Café im Attikageschoss der Espacité bietet ein 360°-Panorama. Für das 1992–1994 erbaute Bürohochhaus, ein 60 Meter hoher Rundturm und die angrenzende Cité im Internationalen Stil gab es Hausabrisse. Auch das alte Hôtel de la Fleur de Lys fiel dem Bagger zu Opfer. Intakt ist der rechteckige Rathausplatz Place de l’Hôtel de Ville. Hier befindet sich das bronzene Denkmal der Republik von 1910, ebenfalls eine Arbeit von Charles L’Eplattenier. Der nüchterne Bau des Hôtel de Ville stammt von 1803. Im ausgehenden Langen 19. Jahrhundert wurde die Hanglage des Quartier Nord zu einer bevorzugten Wohngegend. Um die Passage de la Feuille-du-Dimanche stehen deshalb etliche bürgerliche Villen. Der 25-jährige Le Corbusier baute für seine Eltern etwas entfernt die noch neoklassische Waldrandvilla «Maison Blanche» (Villa Jeanneret-Perret, 1912). Die «Villa Turque» (Villa Schwob, 1917) steht weiter westlich. Hier ist auch die Villa Marguerite des Bauherrn Charles Nuding (1876–1924) von 1918, heute ein GP-Luxusuhrenmuseum nur auf Anmeldung.

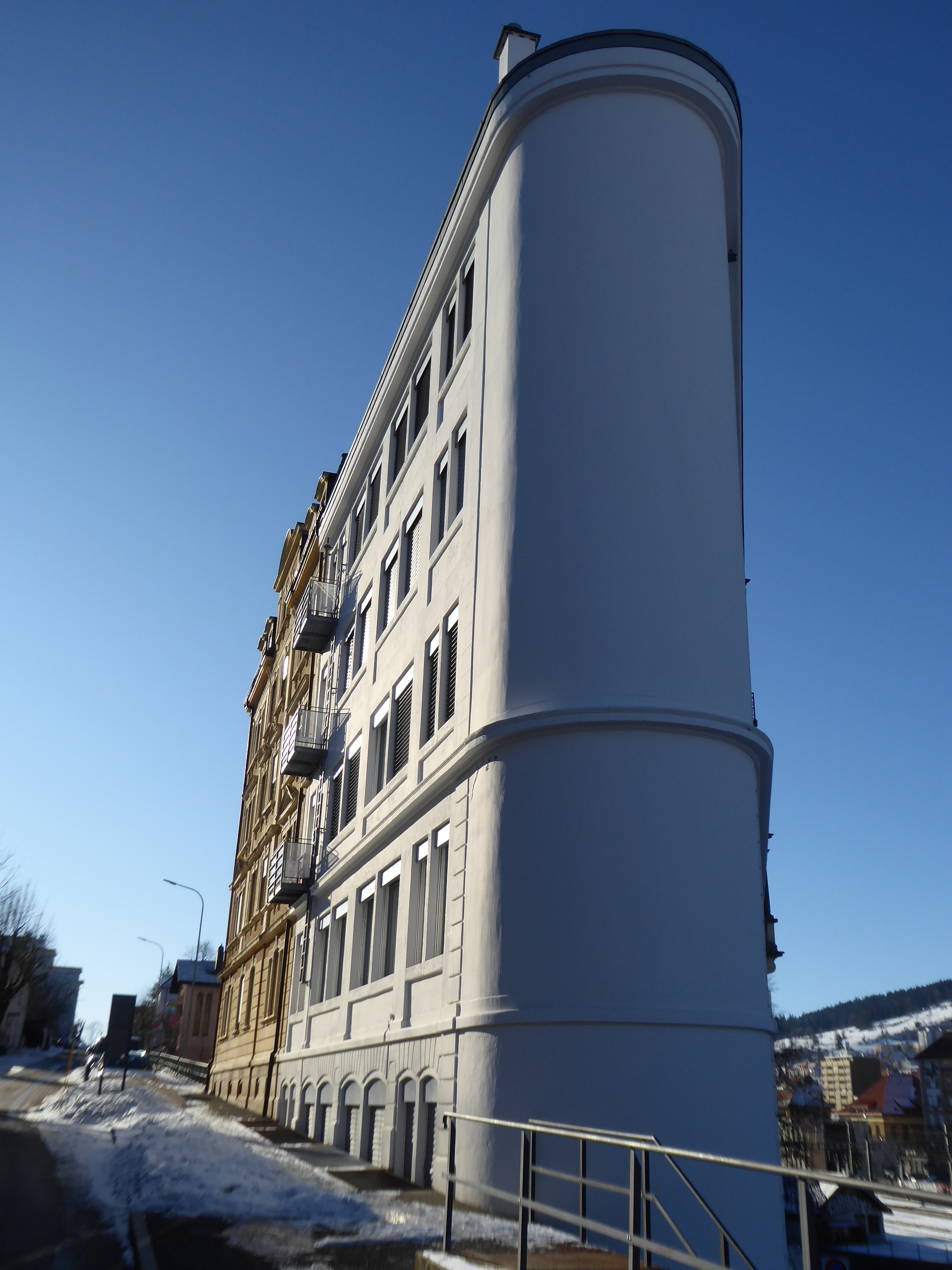
Das 1907 von Henri-Louis Meystre gebaute Régionaux 11 wird gerne mit dem Flatiron Building in New York verglichen

Der reformierte Grand Temple von 1794 bis 1796 hat einen ovalen Grundriss. Seine Turmuhr war ab 1860 für lange Zeit die Zeitbasis der Uhrenmetropole. Der Innenraum wurde 1921 nach einem Brand neu strukturiert. Die römisch-katholische Hallenkirche Eglise du Sacré-Cœur von 1926–1927 ist einer der grössten neugotischen Sakralbauten der Schweiz. Ein Kirchenbau der Moderne ist der reformierte Temple Saint-Jean (1972) von André Gaillard, dessen Glockenturm spiralförmig aus dem 200-plätzigen Gotteshaus herauswächst. Der Temple de l’Abeille von 1904 wurde 2015 Spielstätte des Musical-Laientheaters Théâtre des Abeilles. Das 1837 errichtete Stadttheater mit 531 roten Sesseln verfügt über die italienische Guckkastenbühne L’Heure bleue, hier spielt das Berufsensemble des TPR. Der Temple Allemand von 1853 beherbergt die Bühne des Kulturzentrums ABC. Der Temple Farel erinnert an den Reformator Guillaume Farel, er ist deshalb am Eingang als Statue präsent. Das Vokalensemble La Croche-Chœur nutzt die Kirche für ihre Auftritte. Die Salle de Musique mit etwa 1000 Plätzen datiert von 1955. Claudio Arrau und Francesco Piemontesi loben die weltweit einzigartige Akustik des Hauses.

### Auszeichnungen

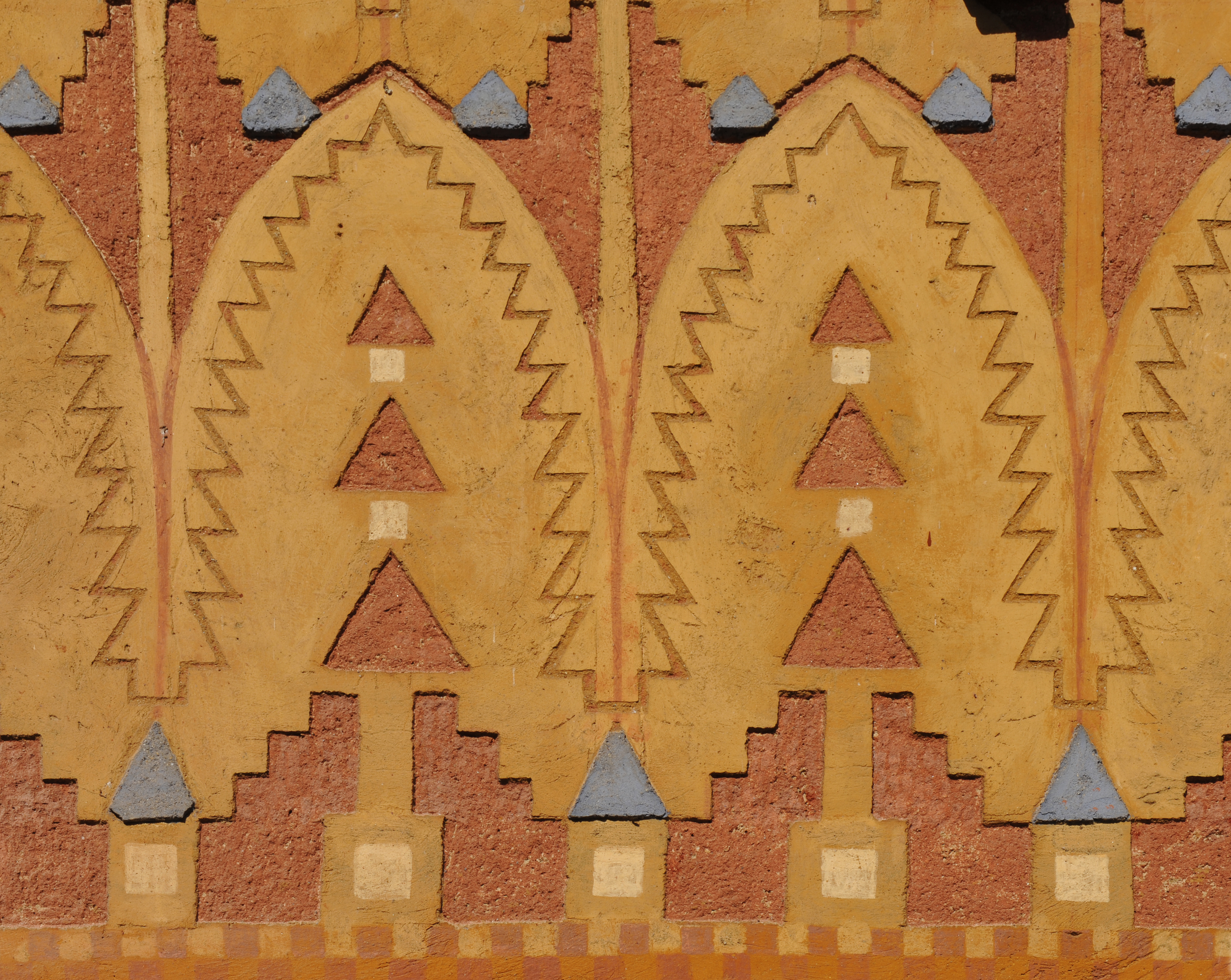
Detail im Style sapin an der Villa Fallet, inspiriert am Tannenzapfen

Für die Restaurierung und den Erhalt des architektonischen Wertes des schachbrettartigen Stadtbildes und für die schonungsvolle Sanierung des baulichen Erbes wurde der Stadt La Chaux-de-Fonds 1994 der Wakkerpreis zugesprochen. Sie ist im Inventar der schützenswerten Ortsbilder der Schweiz eingetragen. Am 27. Juni 2009 wurde La Chaux-de-Fonds – zusammen mit Le Locle – an der Versammlung der UNESCO in Sevilla zum UNESCO-Welterbe erklärt.

### Museen und Ausstellungen
In La Chaux-de-Fonds gibt es verschiedene bedeutende Museen, erste Anlaufstelle ist der Espace de l’urbanisme horloger:
- Musée international d’horlogerie (Internationales Uhrenmuseum), in dem die Bedeutung der Zeitmessung und die Geschichte der Uhrmacherei dargestellt wird. Der unterirdische Bau im Stil des Brutalismus wurde von 1971 bis 1973 erstellt.
- Musée des Beaux-Arts (Kunstmuseum) in einem neoklassizistischen Bau von 1926: Schweizer und Neuenburger Maler des 19. und 20. Jahrhunderts
- Musée d’histoire, im Herrenhaus Sandoz aus dem 19. Jahrhundert: Lokalgeschichte
- Musée des civilisations de l’Islam, Museum über die Kulturen des Islam, mit Gemeindezentrum und Bibliothek
- Musée d’histoire naturelle – Muzoo (Naturkundemuseum), neu beim Parc zoologique du bois du petit château
- Musée paysan et artisanal (Bauern- und Handwerksmuseum) in einem von 1612 bis 1614 erbauten Bauernhaus im Stil der Neuenburger Jurahöfe
- Quartier Général – QG, Wechselausstellungs-Offspace für Zeitgenössische Kunst im ehemaligen Schlachthof
- Feu & Lieu (Heim und Herd), ist ein selbstgeführter Rundgang zu den wenigen Häusern, die den Stadtbrand von 1794 überstanden haben

### Veranstaltungskultur

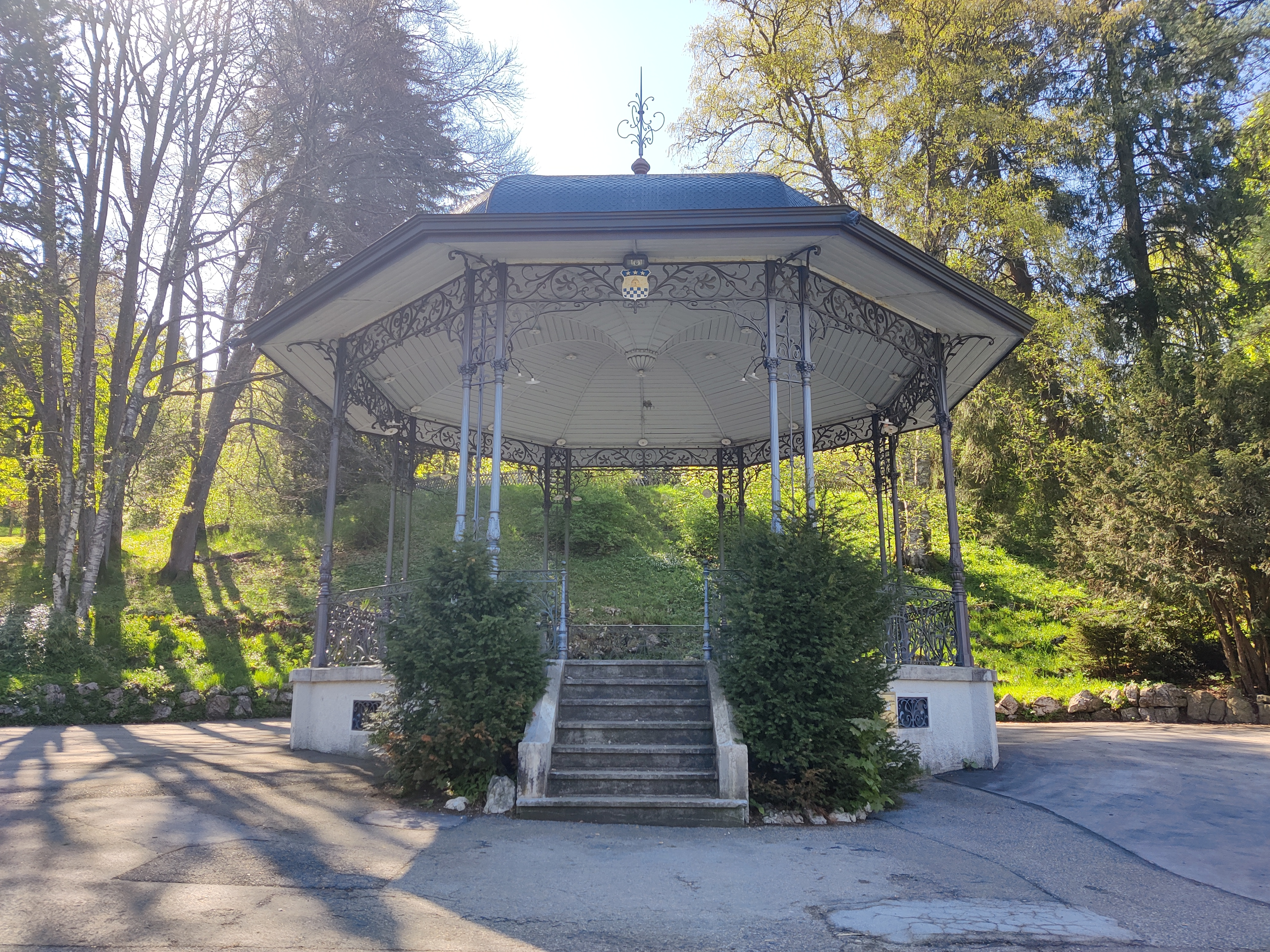
Der grössere Pavillon im Parc des Crêtets, im Sommer spielt sich hier das Musikfestival L’été au Kiosque ab

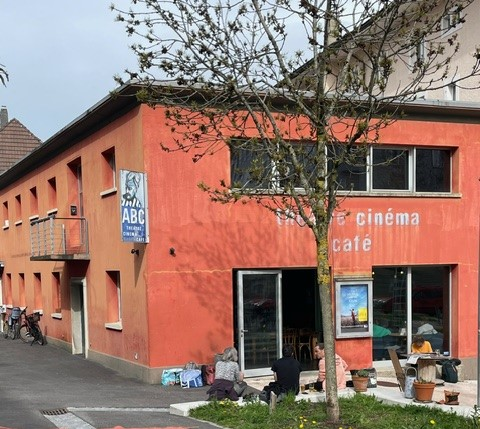
Das Kino und Café des ABC

Ein Höhepunkt der Geselligkeit ist zwar das Picknick Torée, doch ist das Angebot weit grösser. So gibt es drei Kinos, die Konzerte der Société de Musique und das Théâtre populaire romand. Es gibt die Bibliothèque de la Ville, die Kinderbibliothek Bibliothèque des Jeunes und eine Ludothek. Nicht von ungefähr ist die Stadt für das Tischspiel-Festival Ludesco bekannt. Das Centre d’Animation et de Rencontre und das Kultura Centro Esperantista pflegen die Sprache Esperanto. Seit 1944 ermöglicht der Club 44 hochklassige intellektuelle Debatten mit Gästen wie Jean-Paul Sartre und Jeanne Hersch. Die Idee dazu kam dem Unternehmer Georges Braunschweig, der der Stadt, trotz ihrer peripheren Lage, einen Ort der Weltgewandtheit geben wollte. Das Théâtre de La Turlutaine pflegt seit 1995 die Kunstform des Puppentheaters und organisiert das jährliche Kindermarionetten-Festival Figuresco. Die Museumsnacht Nuit de la Photo ist für die Grossen. Bei der 12. Ausgabe 2025 sprach Tadashi Ono über seine Fotografie zwischen Arles und Japan.
Die Association Circo Bello ist eine Zirkusschule, ein ähnliches Publikum spricht das Strassenkunst-Festival La Plage des Six Pompes an, das seinen Namen von einem Brunnen mit sechs Pumpen bekommen hat. Die Association Vivre La Chaux-de-Fonds bringt auf durchschnittlich 1000 Metern über Meer mit dem Festival 1000jazz seit 2022 den Jazz auf die Bühnen. Schon seit 1932 gibt es das Volksfest Braderie-Horlofolies auf der Avenue Léopold-Robert. Die sommerliche Ausgelassenheit geniesst die Duldung der Arbeitgeber in der Convention patronale de l’industrie horlogère suisse (CPIH). Sie nennen die Zeit von Mitte Juli bis Anfang August «Uhrmacherferien» – Vacances horlogères. Am 1. März wird die Neuenburger Revolution gefeiert. Ein Kanonenkracher eröffnet den Marsch zum Schloss Neuenburg und gedenkt den Lokalhelden Ami Girard und Fritz Courvoisier. Seit der Winzer Alfred Olympi in Auvernier sie 1982 beschenkte, ist die Stadt La Chaux-de-Fonds Besitzerin des Weinbergs Domaine de la Ville de La Chaux-de-Fonds. Sie feiert es mit der Fête de mai auf der Place du Bois, dem früheren Brennholzmarkt der Stadt. Die Biennale du Partimoine Horloger bietet Tage der offenen Tür bei Marken und Zulieferern der Uhrenindustrie in Zusammenarbeit mit den Museen. An der Bourse suisse d’horlogerie des MIH treffen sich die Uhrenfreunde.

### Grünanlagen
Der Parc des Crêtets, ein Landschaftsgarten von 1903 mit Musikpavillon und Wasserspiel, schliesst an den Parc Gallet an. Der private Landschaftsgarten wurde 1925 öffentlich. Die Plastiken La Maternité und La Baigneuse stammen von André Huguenin-Dumittan (1888–1975), der hier sein Atelier hatte. Der Bois du Petit-Château ist ein Zoo, der Parc du Paddock war ein Ort, wo Stadtkinder früher das Reiten lernten. 2024 wurde er neu bepflanzt. Der Parc de l’Ouest war 1898 bis 1923 ein Marktplatz. Das invertierte Gesicht des Auswanderers Louis Chevrolet steht hier. Der kleine Jardin japonais ist ein japanischer Garten. Von der Hand des Menschen stammen auch die Teiche Étang de la Comète, den eine gleichnamige Brauerei von 1892 bis 1962 zur Eisgewinnung nutzte, und der Étang Lanz, den der Lehrer und Museumsdirektor (Muzoo) Willy Lanz 1962 mit seinen Schülern als Biotop anlegte.

## Bilder

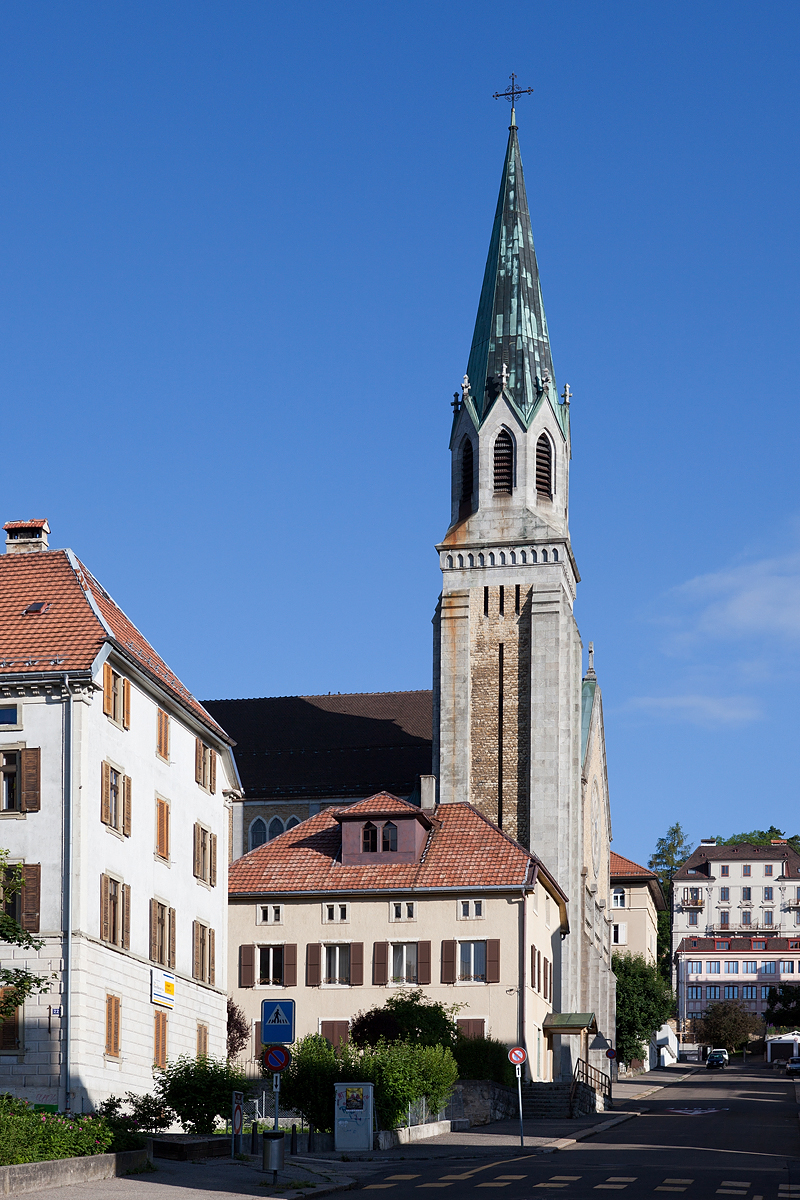
Sacré Cœur
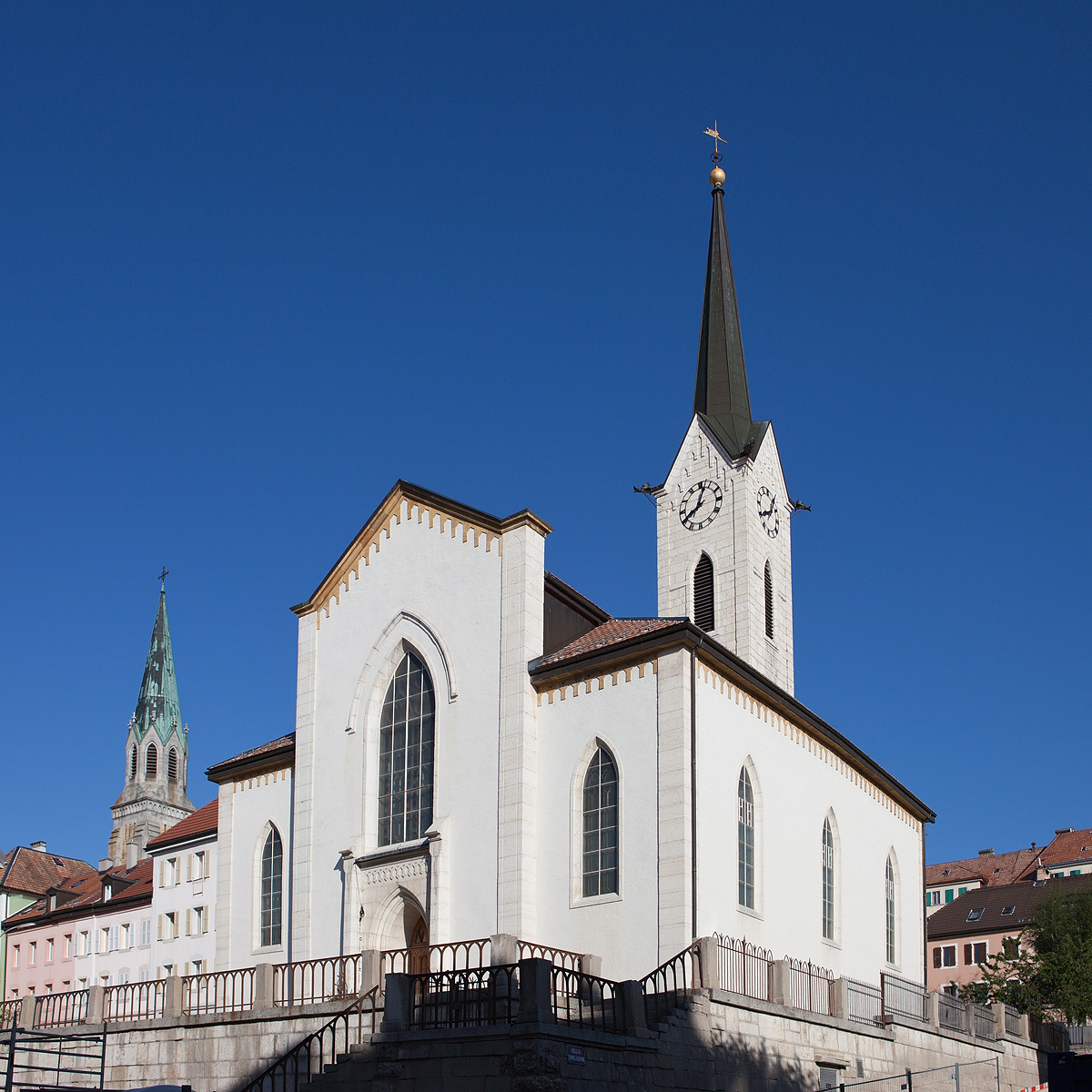
Temple Allemand
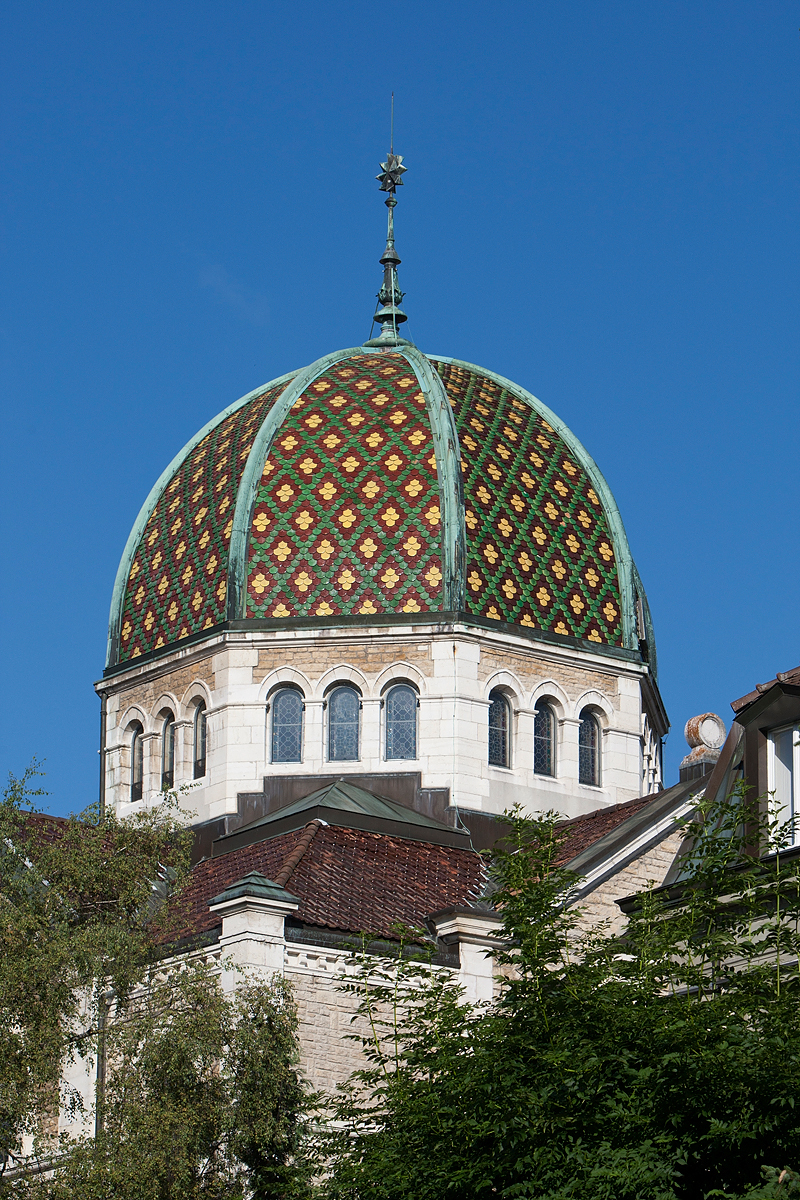
Synagoge von 1894–1896
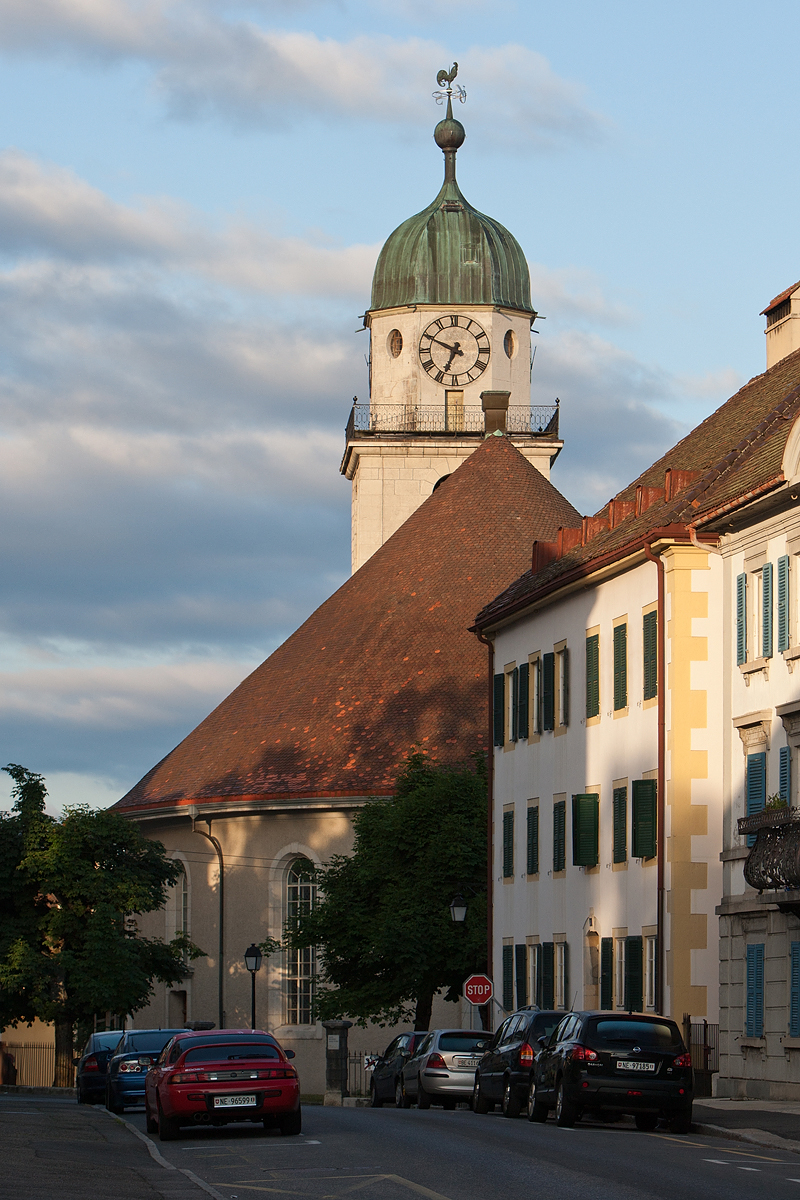
Grand Temple
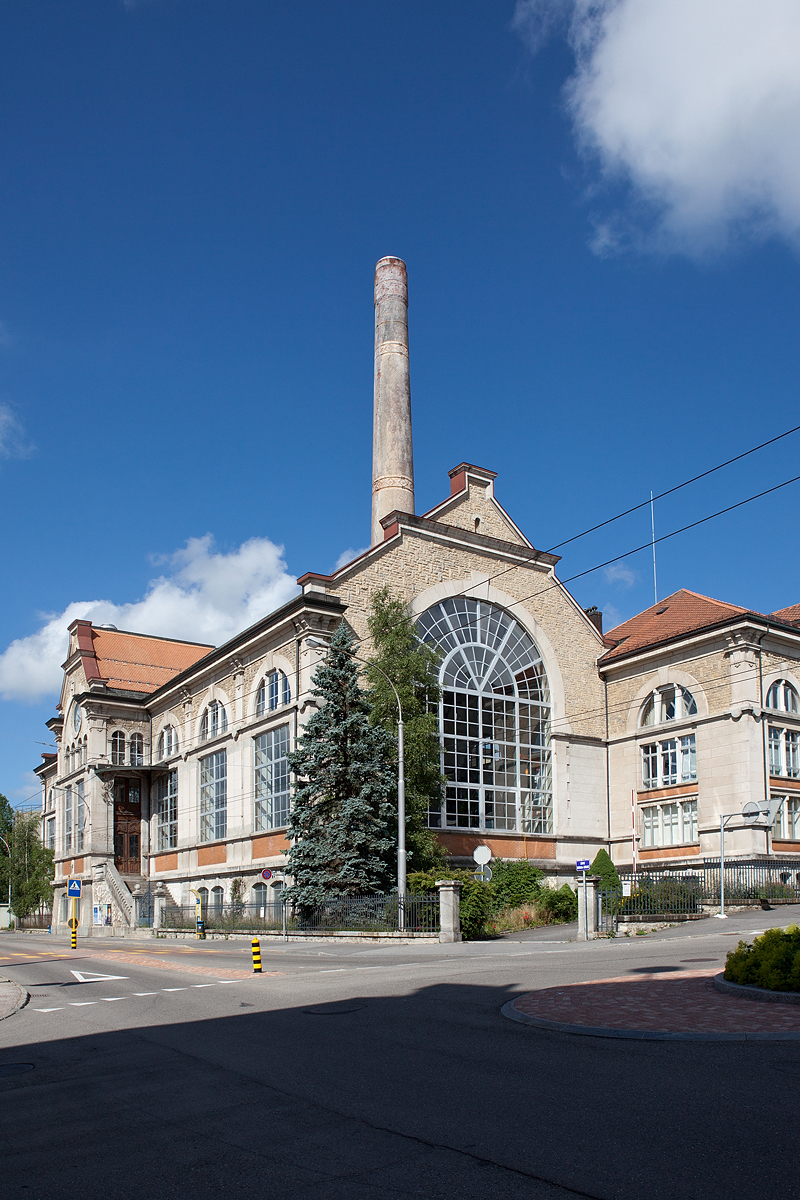
Ehemaliges Elektrizitätswerk
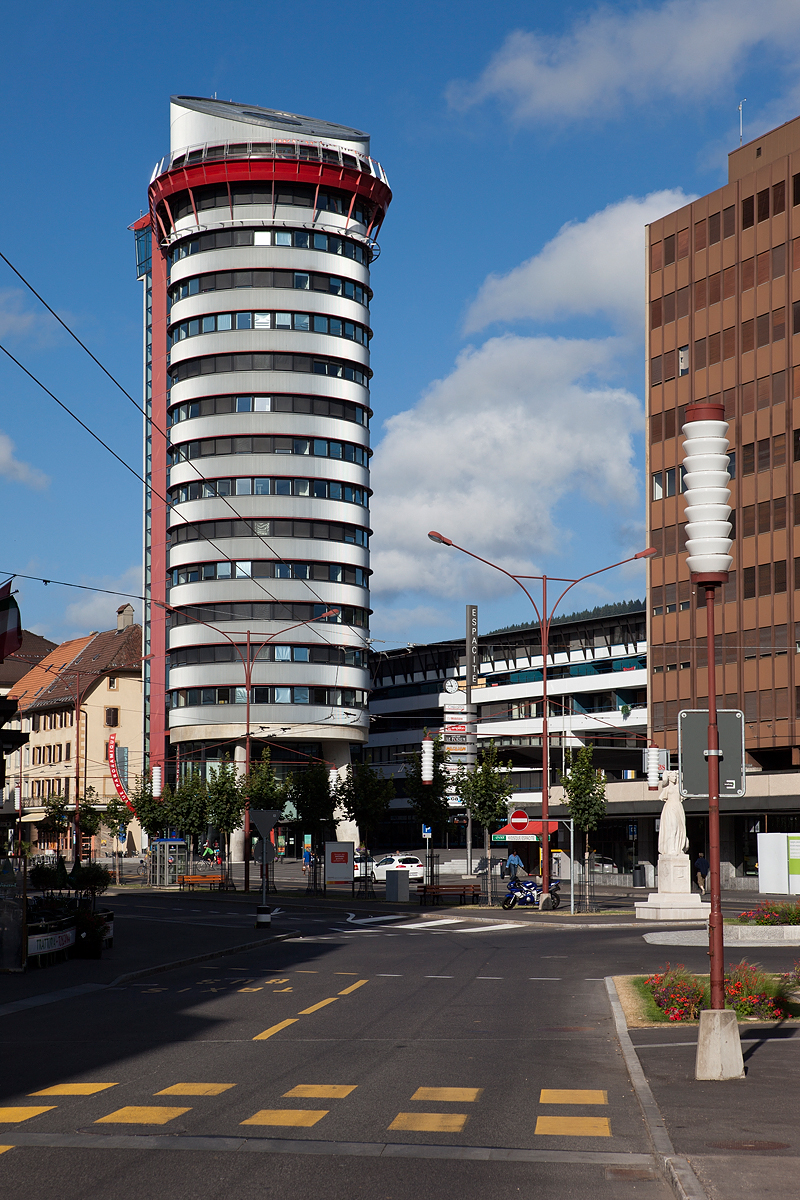
Espacité, Büros der Stadtverwaltung
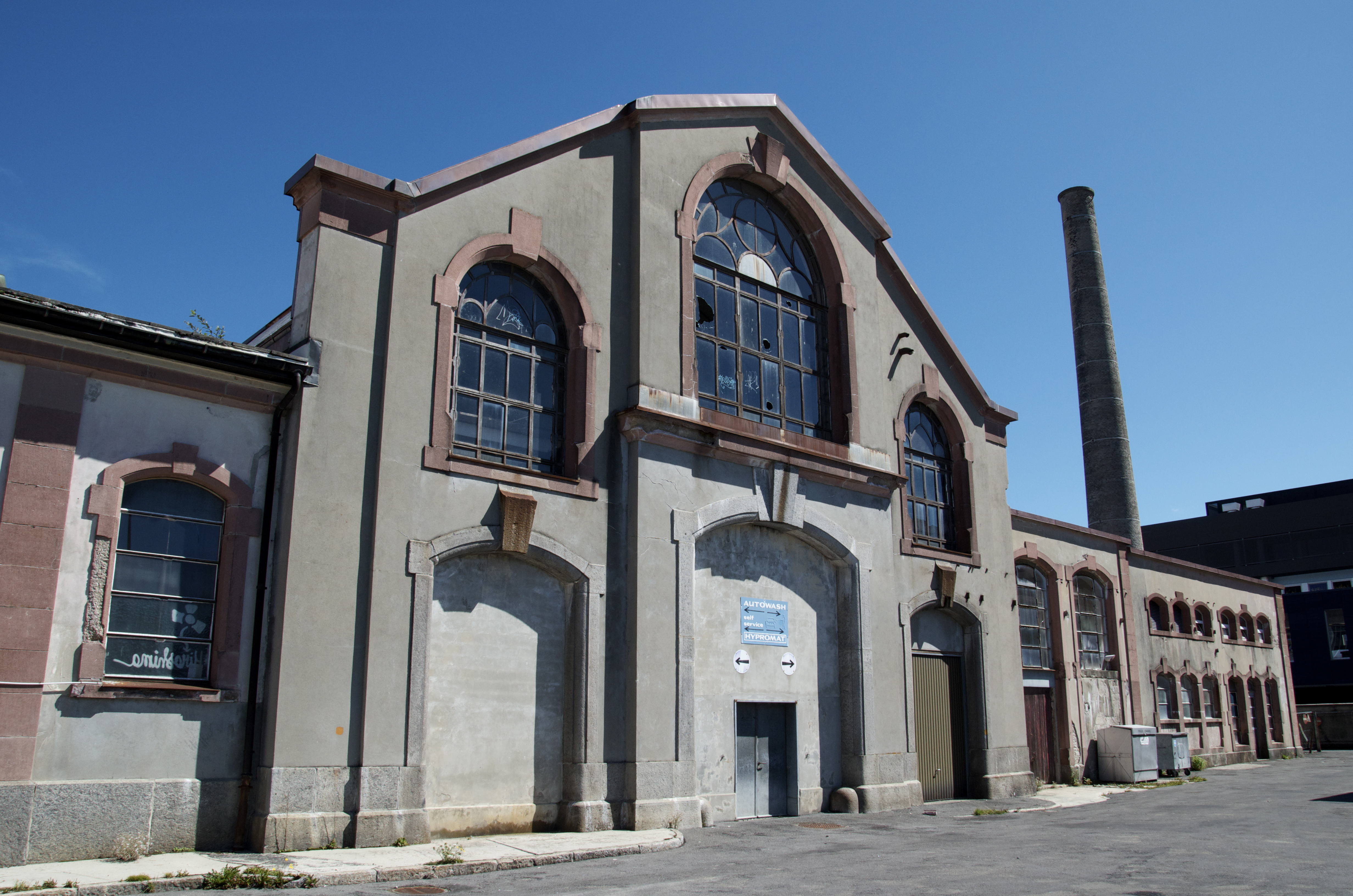
Das Kulturzentrum des ehemaligen Schlachthofs
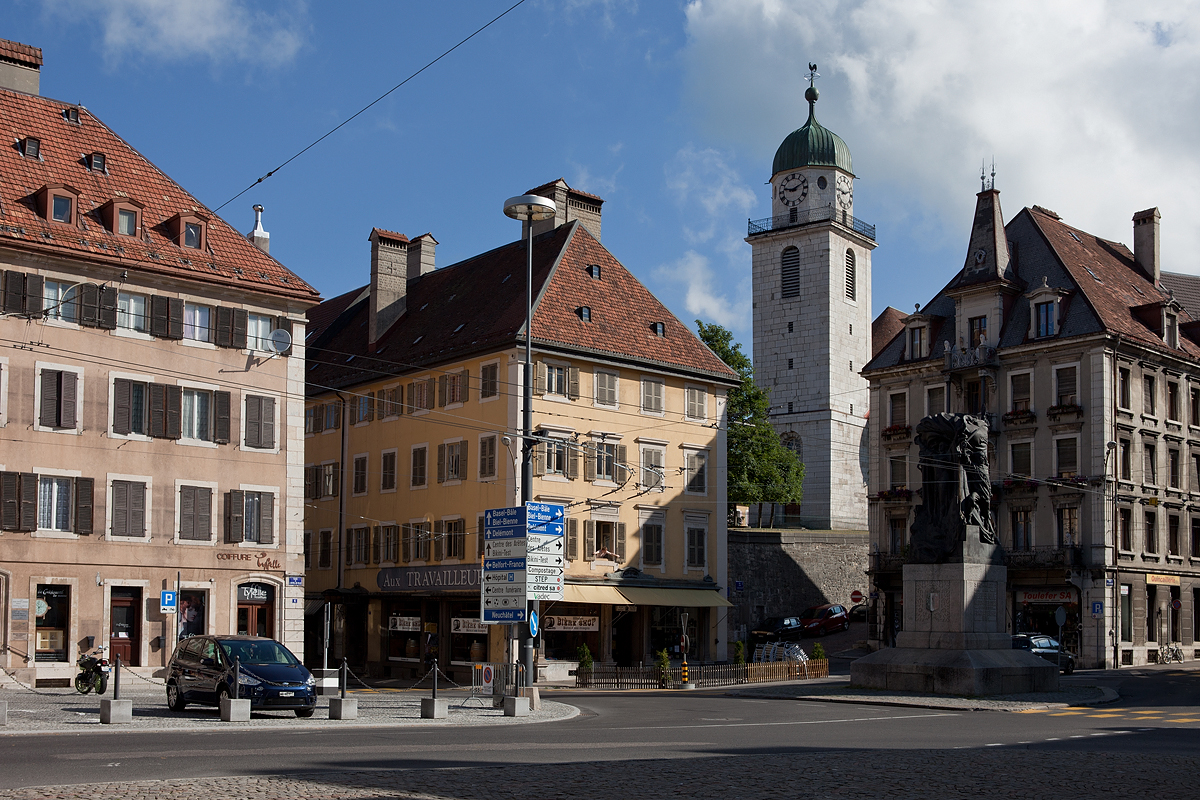
Place de l’Hôtel de Ville
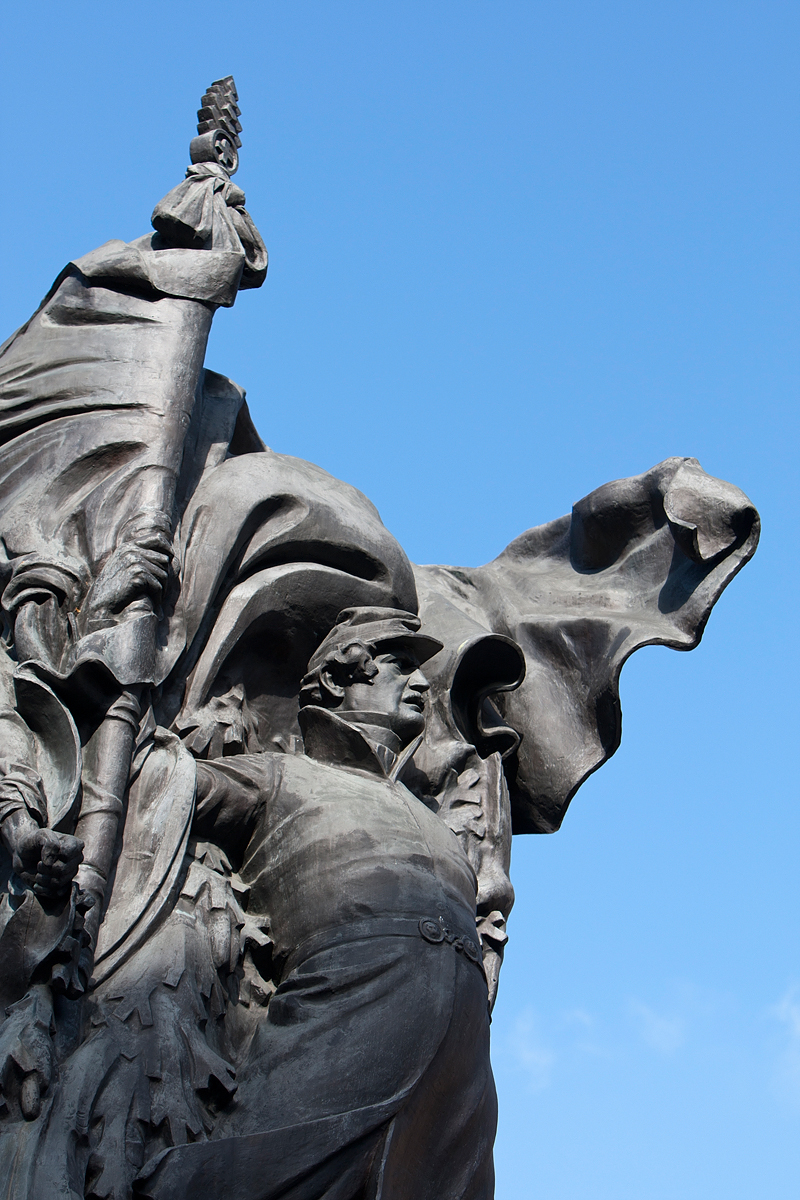
Monument de la République
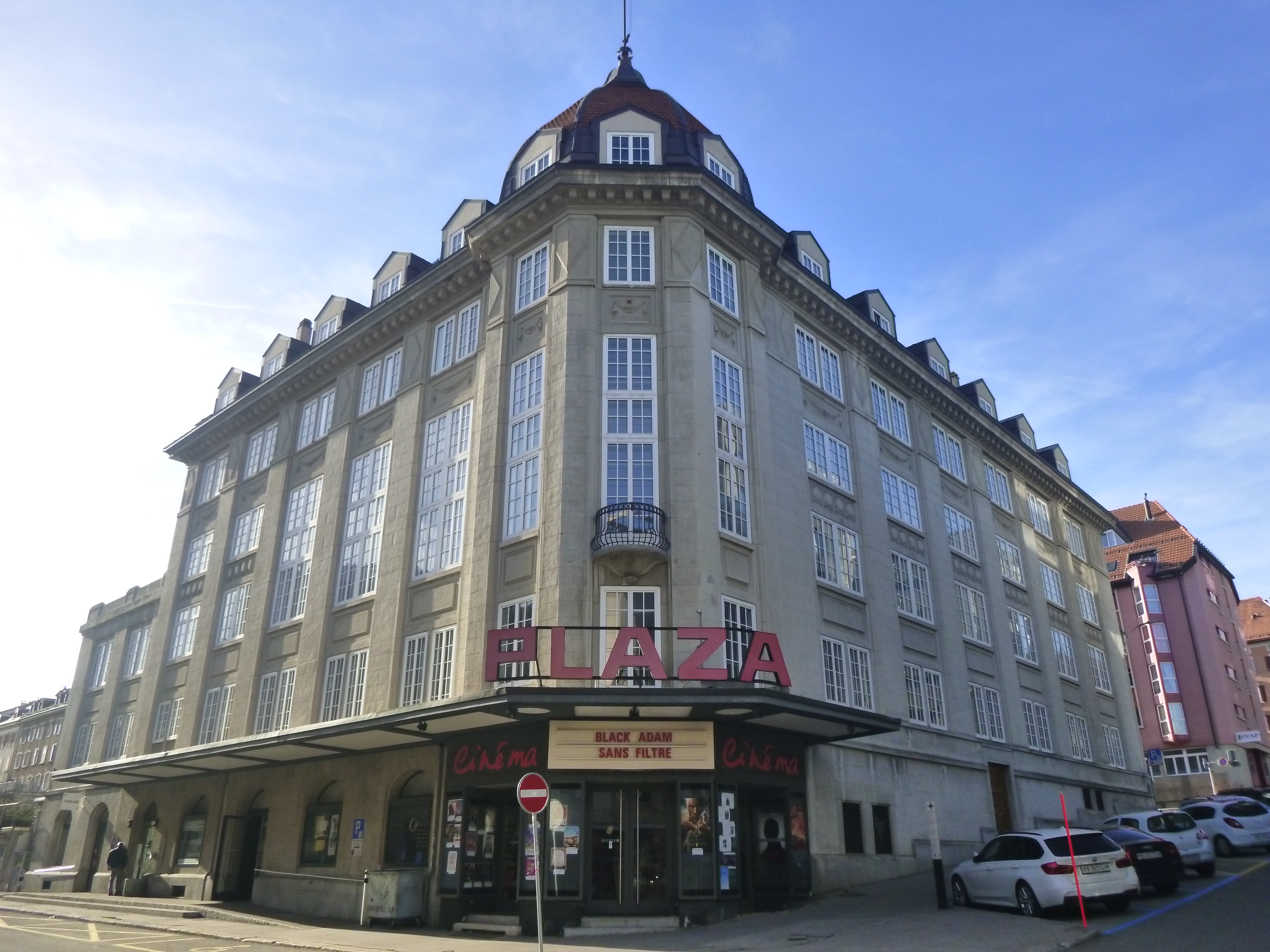
Maison du Peuple von 1924
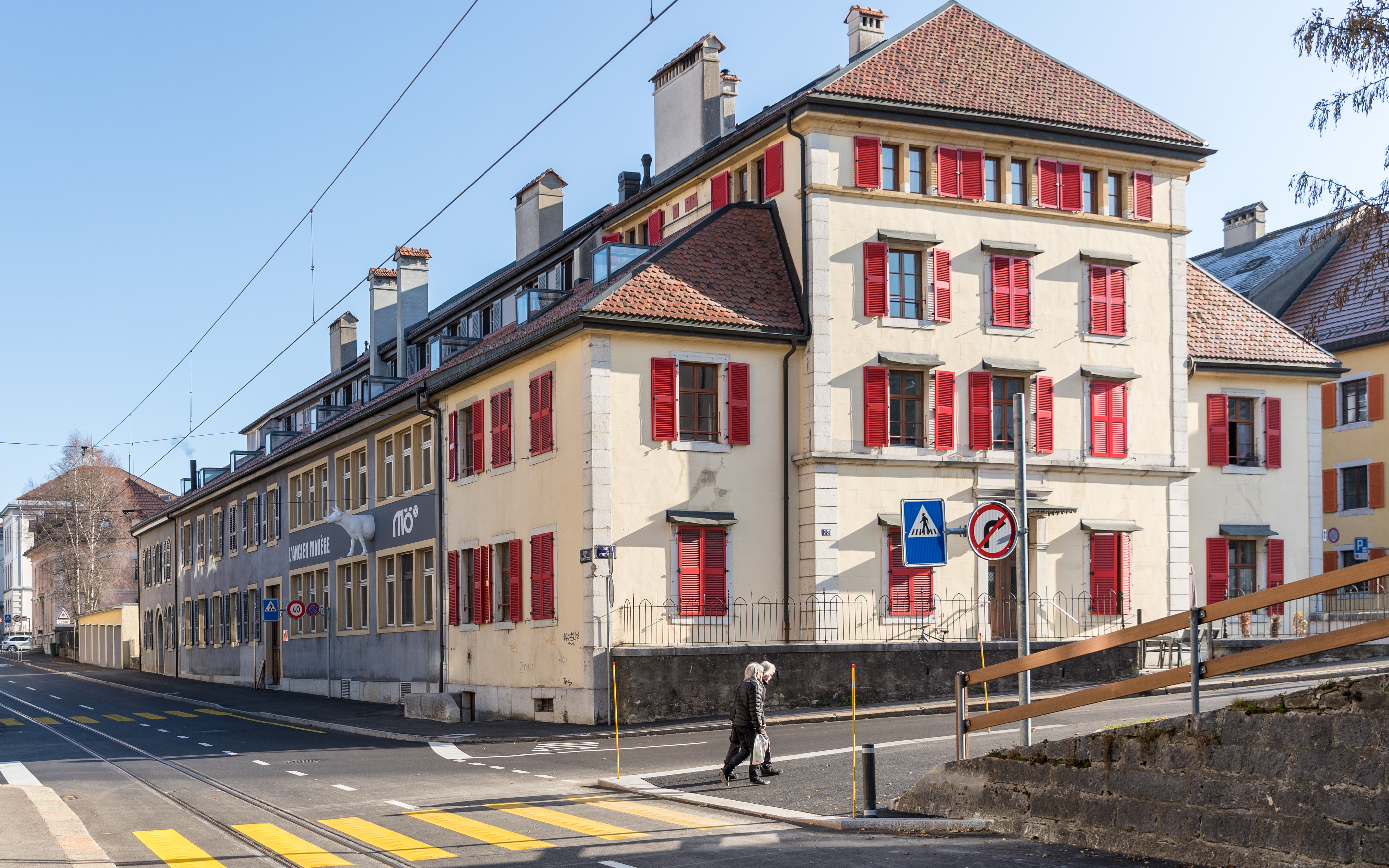
L’Ancien Manège
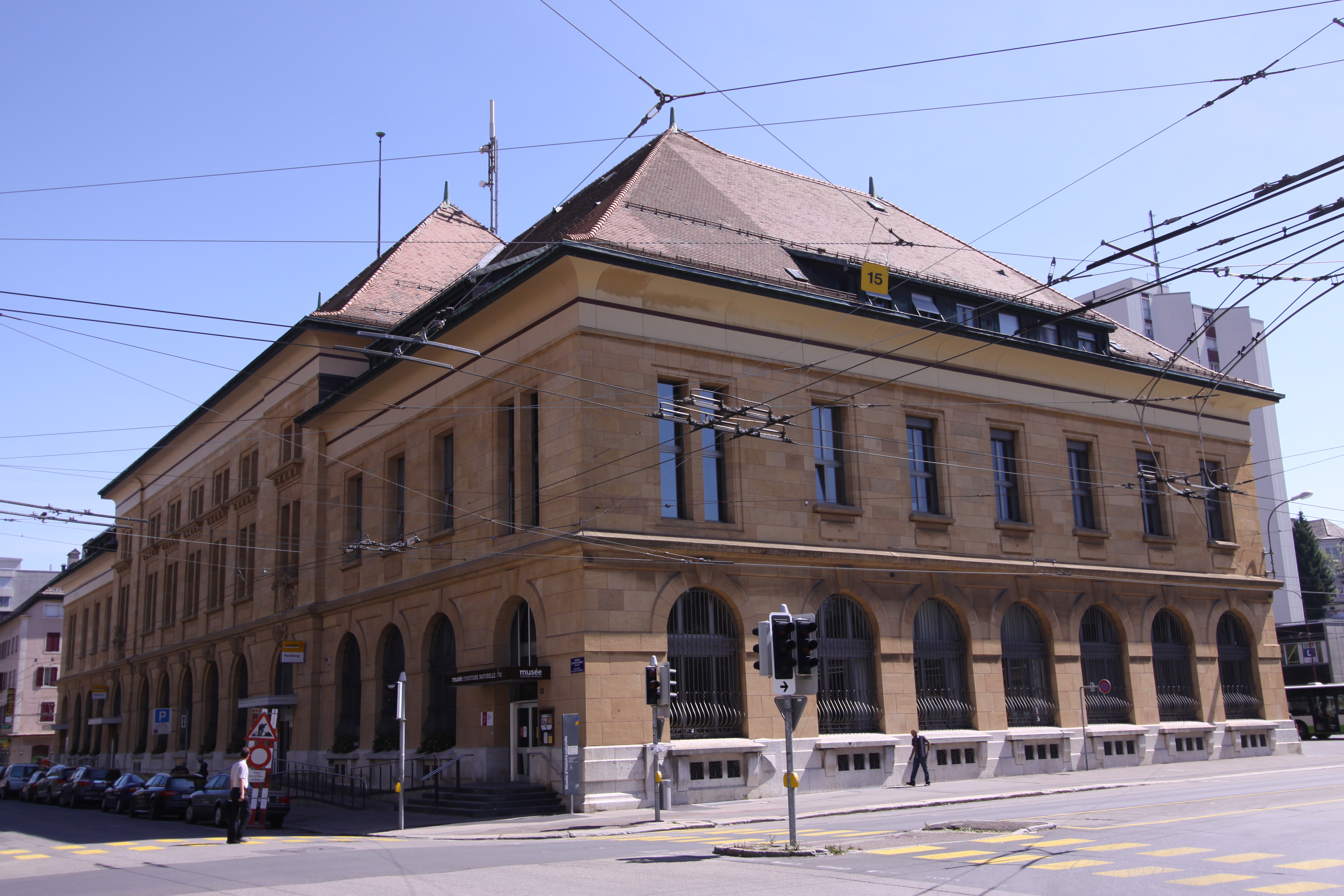
Hauptpost an der Avenue Léopold-Robert 63
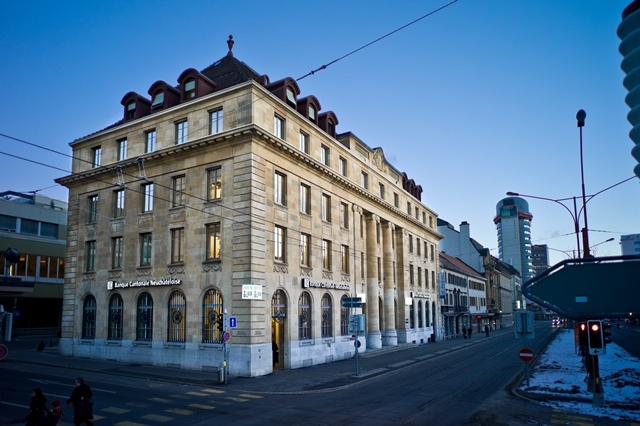
Gebäude der Neuenburger Kantonalbank

## Sport

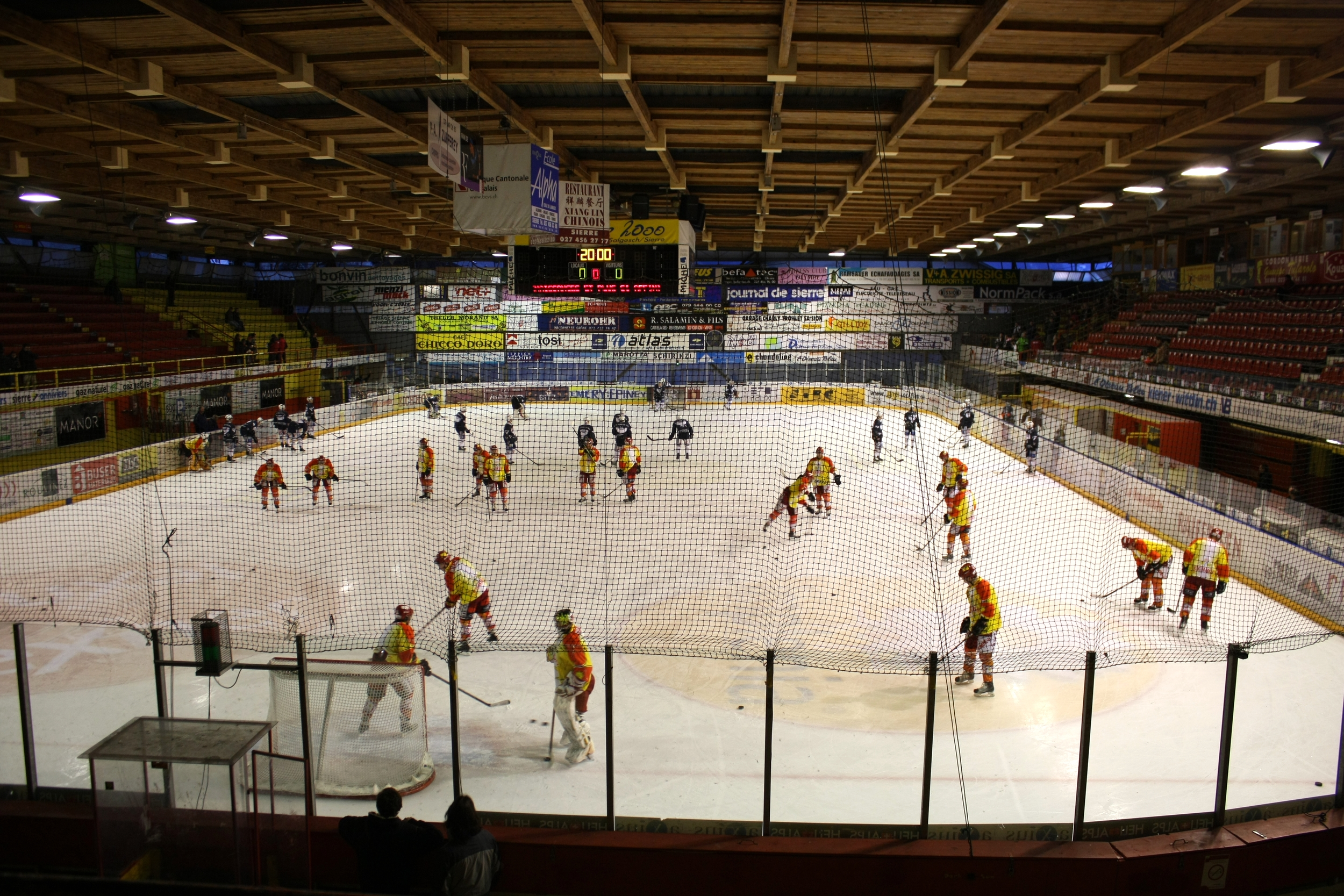
Training im Patinoire des Mélèzes

Mit dem Fussballclub FC La Chaux-de-Fonds, dem Schweizer Meister der Jahre 1954, 1955, 1964, ist die Stadt derzeit (2023) in der viertklassigen Erste Liga vertreten, der heutige Drittligist Étoile-Sporting La Chaux-de-Fonds wurde 1919 Schweizer Meister. Die Sportanlagen mit dem Stade de la Charrière (Parc des sports), mit zusätzlichen Fussball- und Leichtathletikplätzen, liegen am nordöstlichen Rand der Stadt. Auf dieser Sportanlage wird jedes Jahr im Juli das renommierte, internationale Leichtathletik-Meeting Résisprint ausgetragen.
Nachdem am 6. Februar 1919 in der vereisten Rue du Collège und dann auf dem unter Eis gesetzten Bahnhofplatz erstmals Eishockey gespielt wurde, spielt der HC La Chaux-de-Fonds (sechsfacher Schweizer Meister) seit 1953 im Patinoire des Mélèzes. Leicht erhöht südlich des Bahnhofs befinden sich dort auch das Freibad und die Spielgelände Beau-Site. Aus privater Initiative und besonders zur Förderung der Zwischensaison wird ausserhalb der Siedlungszone eine 72-Loch-Swingolfanlage betrieben. Auch eine Tennisanlage mit Indoor-Halle ist vorhanden.
Im Winter kann am Stadtrand am Hang des Pouillerel alpiner Skisport betrieben werden. Ein weiteres Skigebiet mit mehreren Skiliften befindet sich im Gebiet von Vue des Alpes und Tête de Ran. Die ausgedehnten Hochflächen der Umgebung von La Chaux-de-Fonds eignen sich für den Langlaufsport. Eine weitere Veranstaltung bei eisigen Temperaturen ist der Lauf La Trotteuse-Tissot.
Vom 4. bis 11. Oktober 1998 fand in La Chaux-de-Fonds die Fechtweltmeisterschaft statt.

## Persönlichkeiten
- Charles Antenen (1929–2000), Fussballspieler
- Georges Antenen (1903–1979), Radsportler
- Pierre Aubert (1927–2016), Politiker und Bundesrat
- Carlo Baratelli  (1926–2017), Bildhauer, bildender Künstler, Kunstpädagoge
- François Barraud (1899–1934), Maler der Neuen Sachlichkeit
- Aimé Barraud (1902–1954), Maler der Neuen Sachlichkeit
- Jacques Béguin (1922–2007), Politiker
- Florestan Berset (* 1995), Improvisationsmusiker
- Samuel Blaser (* 1981), Posaunist und Arrangeur
- Léon Bopp (1896–1977), Schriftsteller, Philosoph, Kulturjournalist und Literaturkritiker
- André Brandt (1926–2008), Politiker
- Louis Brandt (1825–1879), Uhrenfabrikant, aus dessen Werkstatt die Firma Omega hervorging
- Paul Brandt (1852–1910), evangelischer Geistlicher, Redaktor, Gewerkschafter und Politiker
- Blaise Cendrars (1887–1961), Dichter und Romancier
- Louis Chevrolet (1878–1941), Automobilhersteller
- Theophil Christen (1873–1920), Mathematiker, Mediziner, Ökonom und Lebensreformer, wirkte hier als Arzt
- Le Corbusier (1887–1965), Architekt, Architekturtheoretiker, Stadtplaner, Maler, Zeichner, Bildhauer und Möbeldesigner
- Pierre Coullery (1819–1903), Mediziner und Politiker
- Roger Descombes (1915–1979), Kupferstecher, Illustrator, Maler, Karikaturist und Dichter
- Georges Dessouslavy (1898–1952), Künstler
- Achille Ditesheim (* 1861), Uhrenhersteller und Mitbegründer von L.A.I. Ditesheim, woraus 1905 Movado entstand; siehe Ebel (Uhrenmarke)
- Louis-Edouard Droz (1854–1915), Politiker
- Jean-Pierre Droz (1746–1823), Medailleur und Münzenpräger
- Numa Droz (1844–1899), Politiker und Bundesrat (FDP)
- Raymond Droz (1934–2000), Jazzmusiker
- Félicien Du Bois (* 1983), Eishockeyspieler
- Dany El-Jdrissi (* 1975), Leichtathlet
- André Evard (1876–1972), Maler
- John Favre (1911–1983), Mitglied der Geschäftsleitung der Schweizerischen Bundesbahnen
- Gilbert Fesselet (1928–2022), Fussballspieler
- Fabien Fivaz (* 1978), Generalrat, Grossrat und Nationalrat (Grüne)
- Claude Frey (* 1943), Politiker (FDP)
- Dominique Froidevaux (* 1944), Bildhauer und Maler
- Léon Gauthier (1912–2003), christkatholischer Bischof der Schweiz
- Ernest Paul Graber (1875–1956), Politiker (SP)
- Jean-Pierre Graber (* 1946), Politiker (SVP)
- Pierre Graber (1908–2003), Politiker und Bundesrat (SP)
- Crystel Graf (* 1985), Politikerin
- Yan Greub (* 1972), Romanist, Direktor des Glossaire des patois de la Suisse romande
- Ariane Haering (* 1976), Pianistin
- Louis-Constant Henriod (1814–1874), evangelischer Geistlicher
- Roland Hug (1936–2019), Jazzmusiker
- Roger Huguenin (1906–1990), Maler, Medailleur und Graveur
- Aimé Humbert-Droz (1819–1900), Lehrer und Politiker
- Jules Humbert-Droz (1891–1971), Politiker (Komintern, KPS, SP)
- Pierre Jaquet-Droz (1721–1790), Mathematiker, Uhrmacher und Automatenkonstrukteur
- Willy von Känel (1909–1991), Fussballspieler
- Christina Kitsos (* 1981), Fachfrau für Kommunikation und Politikerin (SP)
- André Lambert (1851–1929), Architekt
- Philippe Lazzarini (* 1964), Generalkommissar des UN-Hilfswerks für Palästina-Flüchtlinge im Nahen Osten (UNRWA)
- Claude Loewer (1917–2006), bildender Künstler, Szenograf, Bildwirker und Kunstpädagoge
- Francis Matthey (1942–2025), Politiker (SP), Staatsrat, Nationalrat, Stadtpräsident von La Chaux-de-Fonds
- Charles Naine (1874–1926), Politiker (SP)
- Florence Nater (* 1969), Politikerin (SP)
- Zélim Perret (1823–1889), Politiker
- Nicole Petignat (* 1966), Fussballschiedsrichterin
- Georges Piroué (1920–2005), Schriftsteller und Übersetzer
- Albert Rais (1888–1973), Politiker und Bundesrichter
- Louis Reguin (1872–1948), Emailmaler und Miniaturist
- Louis Léopold Robert (1794–1835), Maler
- Manuel Ruedi (* 1962), Zoologe
- Eugène Ryter (1890–1973), Gewichtheber
- Joanna Ryter (* 1994), Triathletin
- Monique Saint-Hélier (1895–1955), Schriftstellerin
- Raymonde Schweizer (1912–2003), Politikerin, Lehrerin, Gewerkschafterin und Feministin
- Lucien Schwob (1895–1985), Maler und Grafiker
- Adrienne von Speyr (1902–1967), Ärztin, Mystikerin und geistliche Schriftstellerin
- Charles Veillon (1900–1971), Unternehmer und Mäzen
- Jean-Bernard Vuillème (* 1950), Schriftsteller und Literaturkritiker
- Jeanne Vuilliomenet-Challandes (1870–1938), Frauenrechtlerin und Journalistin
- Madeleine Woog (1892–1929), Malerin und Dichterin
- Fabrice Zumbrunnen (* 1969), Manager (Migros)